# Ferrugende

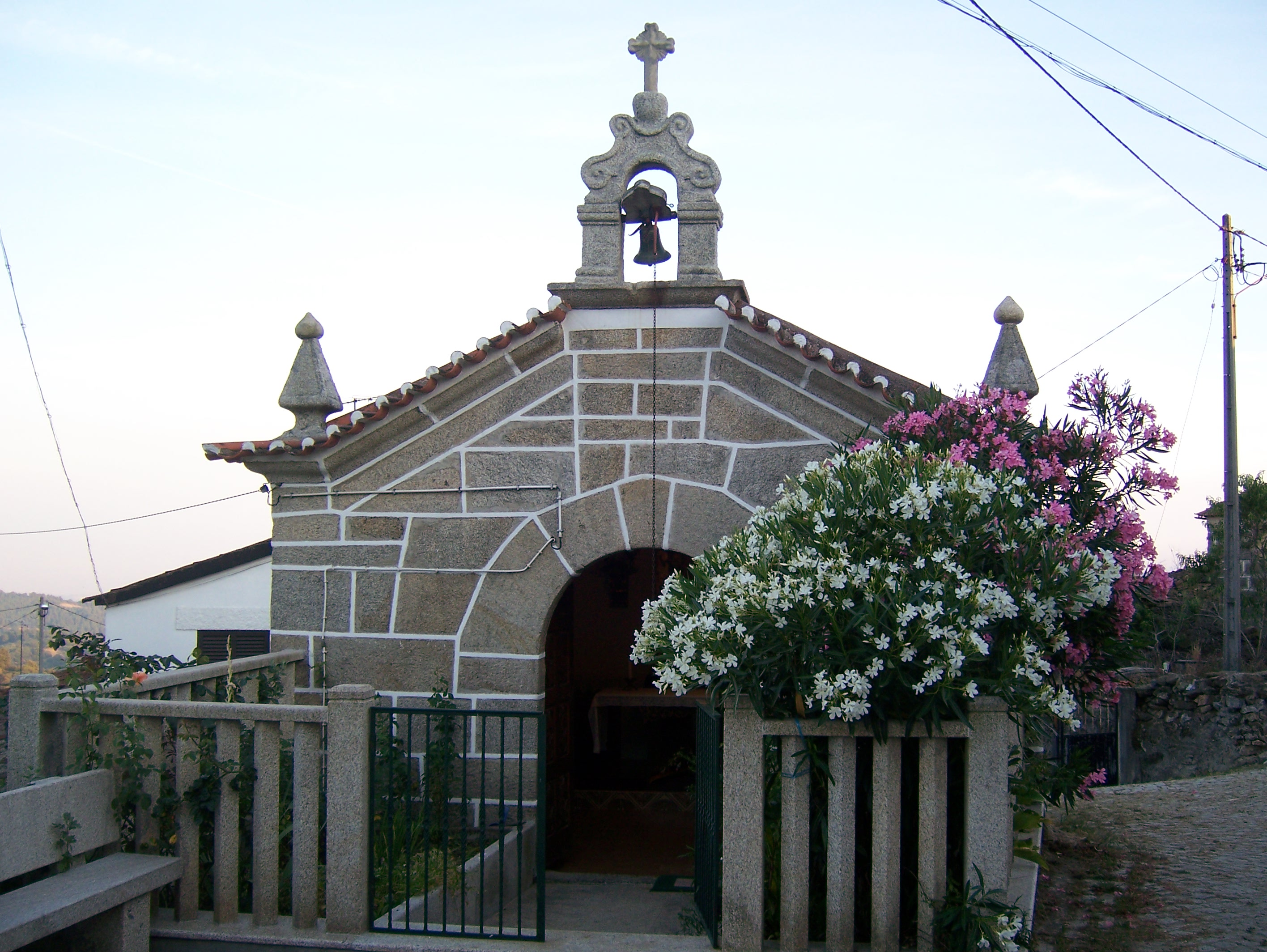
Capela de S.Tomé.

Ferrugende é uma pequena aldeia de Portugal, localizada na freguesia de Friões, Município de Valpaços, com 23 habitantes, com idade média de 71 anos. Dista 15 km da sede do concelho e 19 km da cidade de Chaves. Juntamente com Vilarinho faz parte do agregado populacional de Friões.
Em 1963, Ferrugende possuía 126 habitantes, todos agricultores exceto um barbeiro muito popular e duas costureiras, que confecionavam roupa, quase exclusivamente para senhoras, mas mesmo estes complementavam a sua atividade com tarefas agrícolas.
Do ponto de vista laboral havia 3 classes (em termos regionais): Agricultores de média dimensão, pequenos agricultores e assalariados agrícolas, estes trabalhavam quase sempre para os médios agricultores. Os pequenos cuidavam das suas pequenas parcelas e também trabalhavam para os médios agricultores. Os principais produtos agrícolas eram a batata o centeio e a castanha.
Produção anual para estes 3 produtos em 1963 e 2010:
1963       
- Batata: 600 000 kg
- Centeio:100 000 kg
- Castanha: 15 000 kg

2020
- Batata: 90 000.00Kg
- Centeio: 10 000.00Kg
- Castanha: 45 000.00 kg

Os trabalhos agrícolas realizavam-se de sol a sol, todos os dias do ano exceto domingos e feriados religiosos. Quando os campos estavam cobertos de neve ou chovia, trabalhava-se nos armazéns cuidando das batatas e de outras colheitas.
Além dos três produtos referidos, também se produzia, vinho, trigo, milho, nabos, frutos (maçãs, peras, cerejas, uvas, figos, nozes, amêndoas, kiwis, diospiros) e hortícolas (couves, tomates, pimentos, pepinos, abóboras, alfaces, feijão, ervilhas, cenouras, favas, salsa) estes produtos destinavam-se quase exclusivamente à alimentação das famílias e dos animais domésticos. O animal doméstico mais importante era o boi, a maioria das famílias possuía pelo menos uma junta, os bois lavravam as terras e transportavam (em carros de bois) as produções dos terrenos para os respetivos armazéns. Havia cavalos e burros utilizados também em tarefas agrícolas e sobretudo para transportarem os donos a feiras que se realizavam em Chaves, Vilarandelo e Carrazedo de Montenegro.
Precisamente em 1963 iniciou-se a sangria para a França e Estados Unidos, e a população ainda não parou de diminuir desde essa data.

## Topónimo
Ferrugende é um nome de origem germânica (Suevo); Os Suevos foram um povo, ou grupo de povos germanos, parte dos quais migraram para Hispânia, então ocupada pelos romanos, durante as Invasões bárbaras, fundando um reino na antiga província romana da Galécia (atual norte de Portugal e Galiza), que duraria entre 409 e 585 d.C.com capital em Braga, então Bracara Augusta,  Em 585 foi anexado pelos visigodos. Ferrugende tem origem no nome de um chefe suevo, FRAGINDI, que foi evoluindo da seguinte forma: Fragindi >Frugendi > Frugende > Ferrugende algumas pessoas mais velhas da aldeia, e de outras aldeias vizinhas, ainda hoje pronunciam Frugende,
A Mudança de Fra para Fru, surge na inquirição: "Martinus Pelagij de Frugindi dixit sicut Martinus Petri"  Martinus Pelagius de Frugindi dito como Martinus Petri"

## Localização
Situada na margem esquerda do ribeiro Lamalonga, que corre para o rio Torto, afluente do Rabaçal, que por sua vez desagua no Tua, um dos principais tributários do rio Douro.
Estamos na vertente sul de suave declive, da Serra do Brunheiro. A aldeia é atravessada pela estrada municipal que liga o Barracão às Hortas de Argeriz. A partir de Ferrugende há caminhos de terra batida (únicas vias de comunicação no passado recente) que conduzem diretamente a Celeirós, Vilaranda, Gondar e Paranhos.
- Coordenadas: 41° 40' 00" N, 7° 23' 56" O.

## Atividade Económica
A população dedica-se essencialmente à agricultura, produzindo principalmente Castanhas, batatas, centeio, vinho, frutas, legumes, leite e mel. A atividade comercial, relacionada principalmente com a agricultura é também digna de registo.

## História
Ferrugende destaca-se pela sua antiguidade, sendo provavelmente a mais antiga aldeia da freguesia, como revela o próprio topónimo, já utilizado no século XI.

## Paisagens
A aldeia é por si própria um autêntico miradouro, de onde se podem observar paisagens com vales e montanhas deslumbrantes, situadas a grandes distâncias. Pode observar-se de dia e, principalmente, de noite, a bonita cidade de Mirandela, à qual os transmontanos chamam a princesa do Tua. Podem também observar-se as serras de Montesinho (1486 m) e Bornes (1200 m),os elegantes montes de Santa Comba(1041 m) e o Cabeço de N. S. da Assunção (Vila Flor).

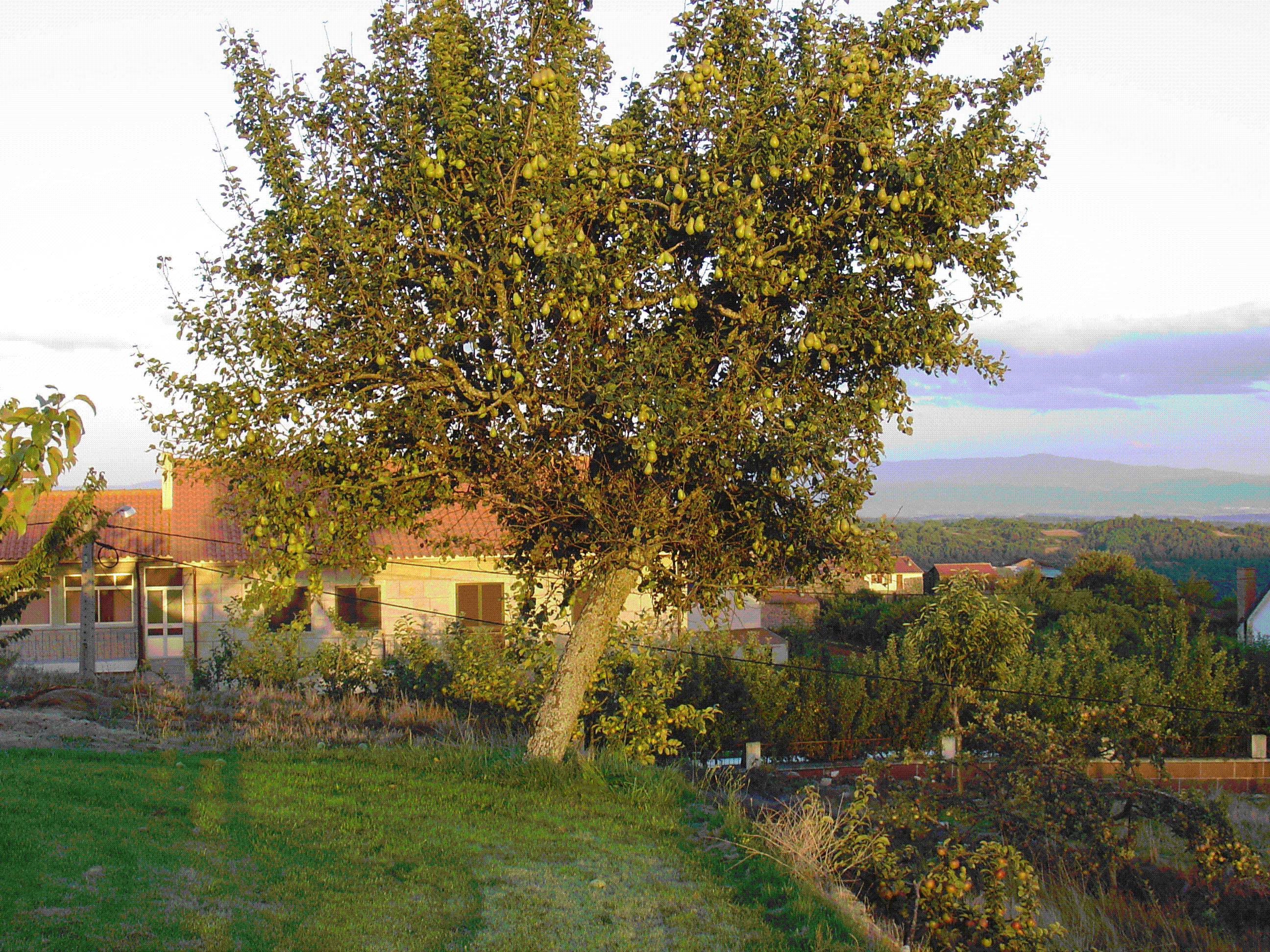
Vista parcial e Serra Montesinho
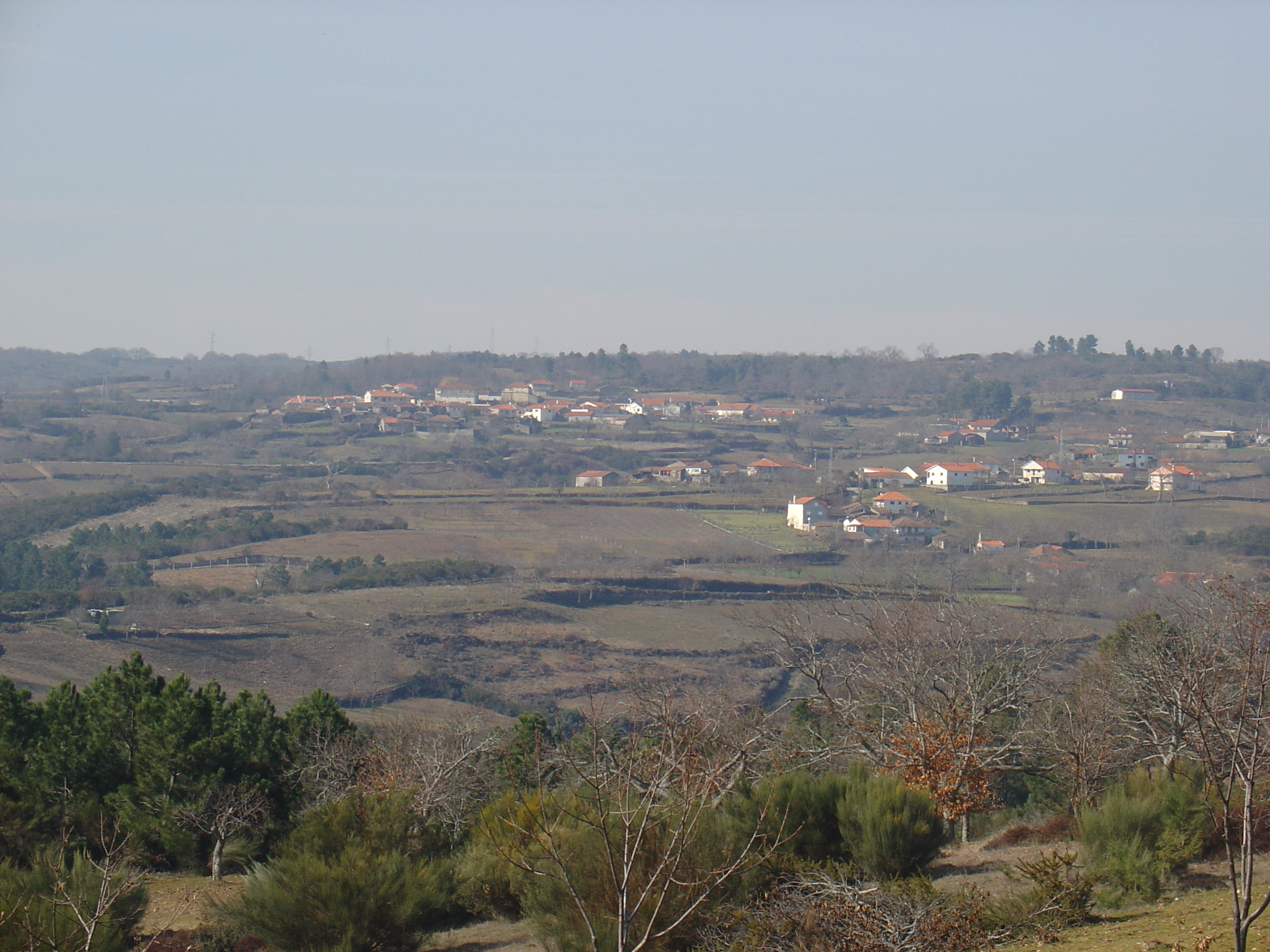
Ferrugende e Vilarinho
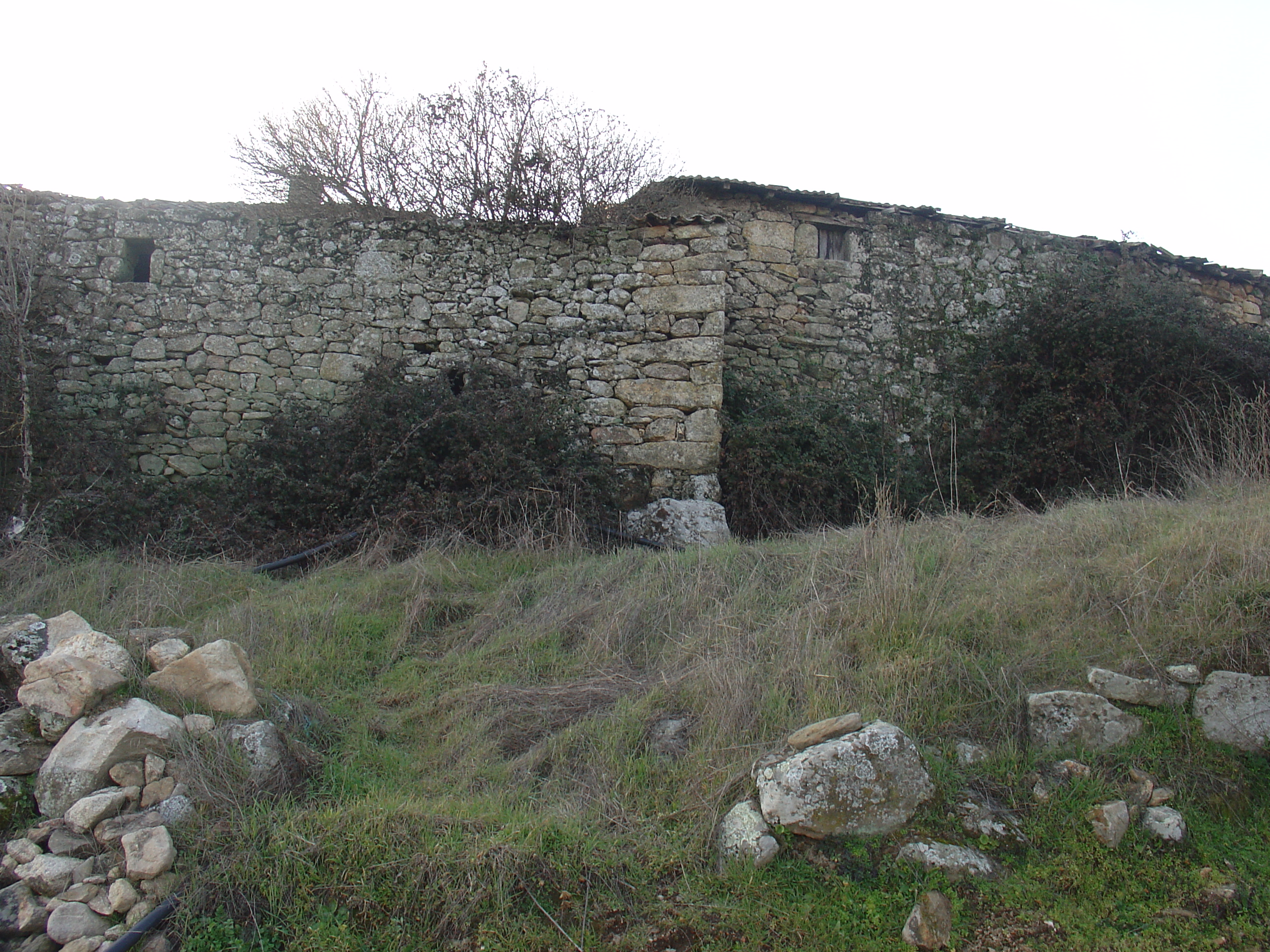
Casas das Amoreiras
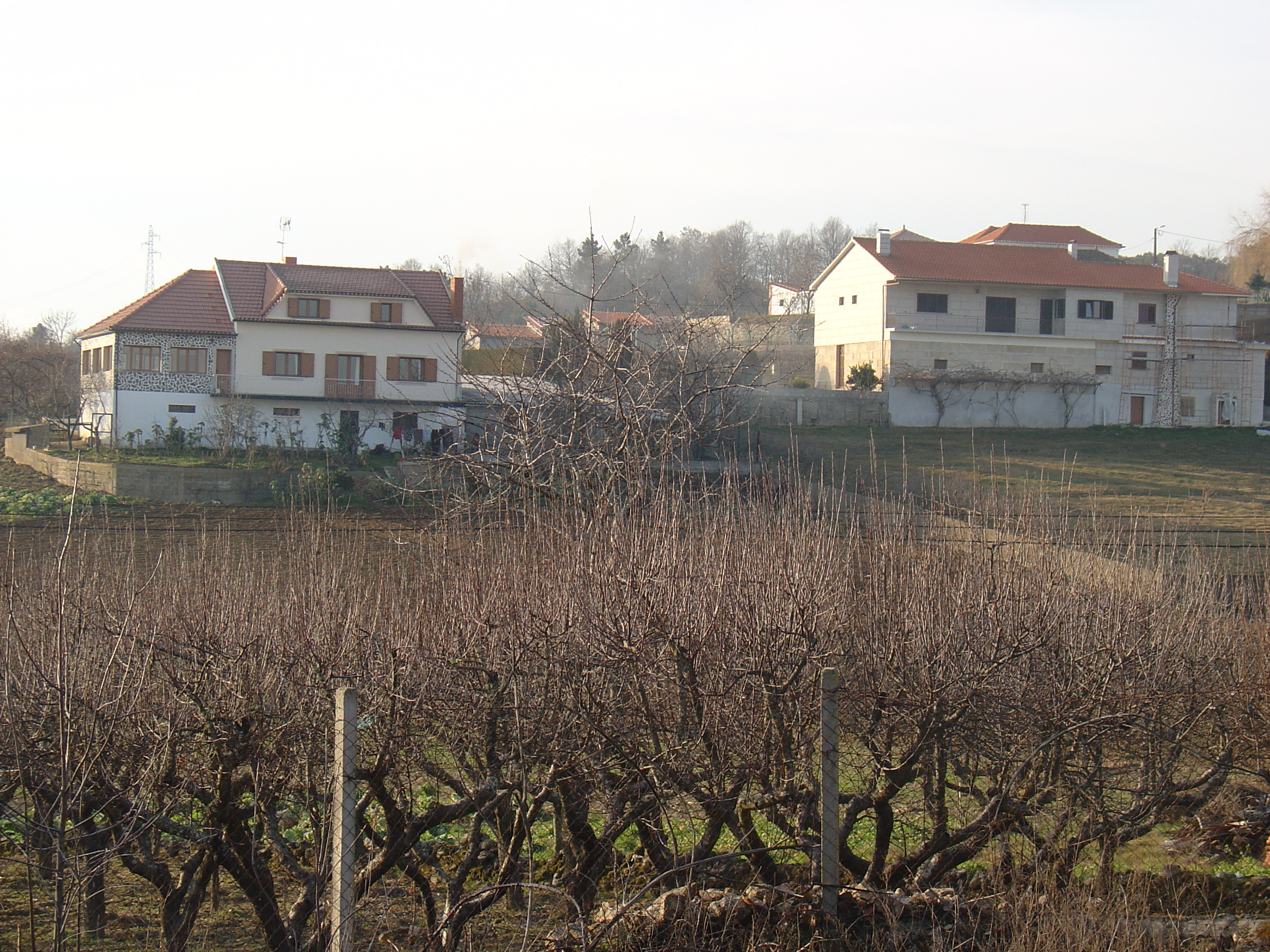
Pomar das Macieiras
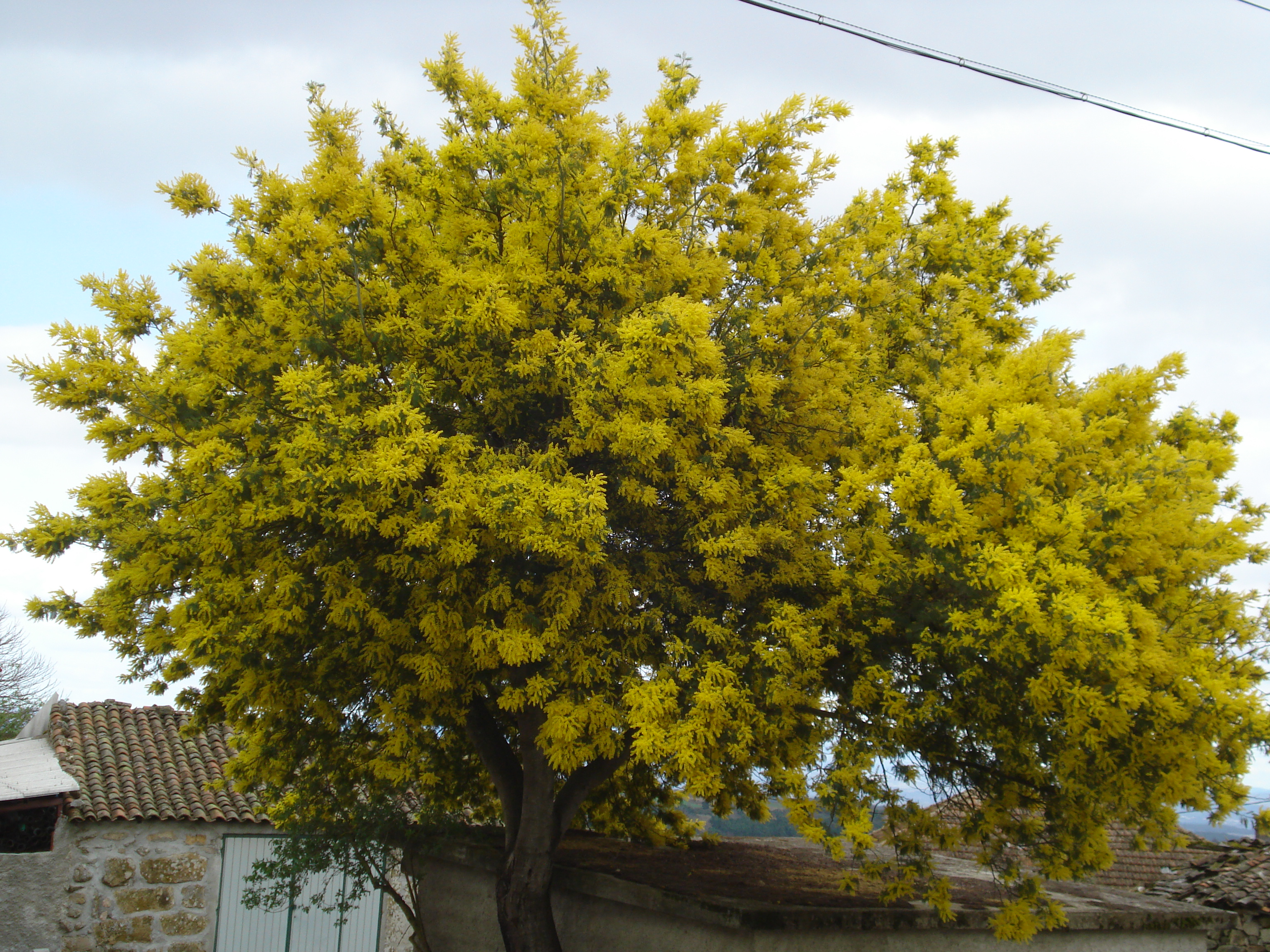
Mimoseira em flor

## Património
No centro existe uma pequena capela onde se pode encontrar a imagem do padroeiro, o apóstolo São Tomé. Na noite de 20 para 21 de Dezembro realiza-se uma imponente fogueira em honra deste santo, a qual se deverá manter ativa até ao dia de Natal.
Digna de registo é a fonte, caracterizada pela sua simplicidade e beleza, situada a cerca de 0.5 km da aldeia. Era, até 1963, o único local onde a população (então constituída por mais de 130 pessoas) se poderia abastecer de água potável.
- Capela de S. Tomé
- Fonte de Ferrugende
- Casa Maria da Conceição, século XIX
- Nicho de São Pedro
- Castelo dos Mouros (castro), partilhado com Gondar

## Equipamentos
A aldeia, dotada de uma rua central ampla, a rua de São Tomé, possui um pequeno jardim central, um centro de convívios, localizado no pequeno edifício onde antes funcionava a escola primária, um café e muitas hortas verdejantes.
Ferrugende possui um campo destinado ao jogo do Fite, no qual se podem desenhar várias pistas.

## A Fogueira de S. Tomé
A lenda do povo diz que Jesus entregou o governo dos dias e das noites a João Batista, essa responsabilidade ter-lhe-á sido atribuída no dia 24 de Junho.
João seria, digamos, algo preguiçoso, não gostaria de se levantar muito cedo e por isso ia fazendo com que os dias ficassem cada vez mais pequenos.
A 21 de Dezembro Tomé, terá abordado Jesus, queixando-se: “Mestre os dias acabam-se”. Jesus verificando que, os dias já estavam demasiado pequenos, retirou a guarda do tempo a João e entregou-a a Tomé.
Como este era trabalhador, os dias começaram de imediato a crescer, de forma que:
- No Natal já têm mais o salto de um pardal
- Em Janeiro, mais o salto de um carneiro
- Em Fevereiro uma hora por inteiro
- No Entrudo, mais o salto de um burro
- E em Março, “igualaço”, a noite com o dia e o pão com o sargaço, ou seja, a noite é igual ao dia, assim como a atura do pão ( o centeio) é igual à altura de um sargaço.

### 21 de Dezembro
Para celebrar o dia de S. Tomé (3 de Julho para a Igreja), mas para a gente de Ferrugende 21 de Dezembro é que conta, realiza-se desde tempos imemoriais, diz-se desde sempre, uma grande fogueira em honra de S. Tomé, (até 1925, o dia consagrado a São Tomé era o dia 21 de Dezembro, data em que o Vatinano transferiu para o dia 3 de julho]]
No início da noite do dia 20, os rapazes e os homens, isto é solteiros e casados, reúnem-se junto à capela, tocam o sino e vão, durante a noite, roubar sub-repticiamente lenha na própria aldeia, nos campos e até nas aldeias vizinhas. “É para o Santo, ninguém leva a mal.
Na madrugada do dia 21 é ateada a majestosa fogueira, que dá um ar de alegria e vivacidade à serena tranquilidade deste povo, nos gélidos dias de dezembro.

## Jogo do Fite
O fite, noutras terras chama-lhe fito (no entanto o nome fite é mais elegante e mais identificativo), originalmente era um jogo de pastores, é o mais popular de todos os desportos, joga-se em todas as aldeias.
- Disputa-se em equipas de 2 pessoas ou individualmente.
- Necessita de uma ou várias pistas de terra batida de 25 x 2 m.
- Nas extremidades de cada pista, coloca-se 1 pino (vinte) de pedra com cerca de 8 cm de altura.
- Se jogado em equipa, os lançamentos são alternados.
- Fite é uma pedra encontrada na natureza que cada jogador escolhe e molda de forma que se adapte o melhor possível à sua mão.
- Sempre que a pedra (fite) de um jogador fique mais próxima do pino (também chamado o vinte) este ganha a mão e é o primeiro a efetuar o lançamento seguinte.
- Sempre que ganha a mão o jogador ou a respetiva equipa, faz 4 pontos.
- Quando derruba o pino e ganha a mão, o jogador faz 8 pontos.
- Se derrubar o pino sem ter ganho a mão, faz 4 pontos.
- Os pontos contam-se em 2 níveis, 20 de baixo e 20 de cima.
- Ganha o jogo quem primeiro somar 40 pontos.
- Vence a equipa que ganhar dois jogos seguidos, ou três em caso de empate.
- Há cerca de trinta anos jogava-se a vinho, ou seja os perdedores pagavam ou ofereciam vinho aos vencedores.

## Fauna
São os seguintes os principais mamíferos selvagens que se podem avistar em Ferrugende: O coelho-bravo, a lebre, a raposa, o javali, o corso e talvez o lobo.
Em toda a província de Trás-os-Montes, não deverão existir mais de 250 lobos, em toda a Península Ibérica, o seu número não deverá ultrapassar os 1600.

## Galeria Fotográfica

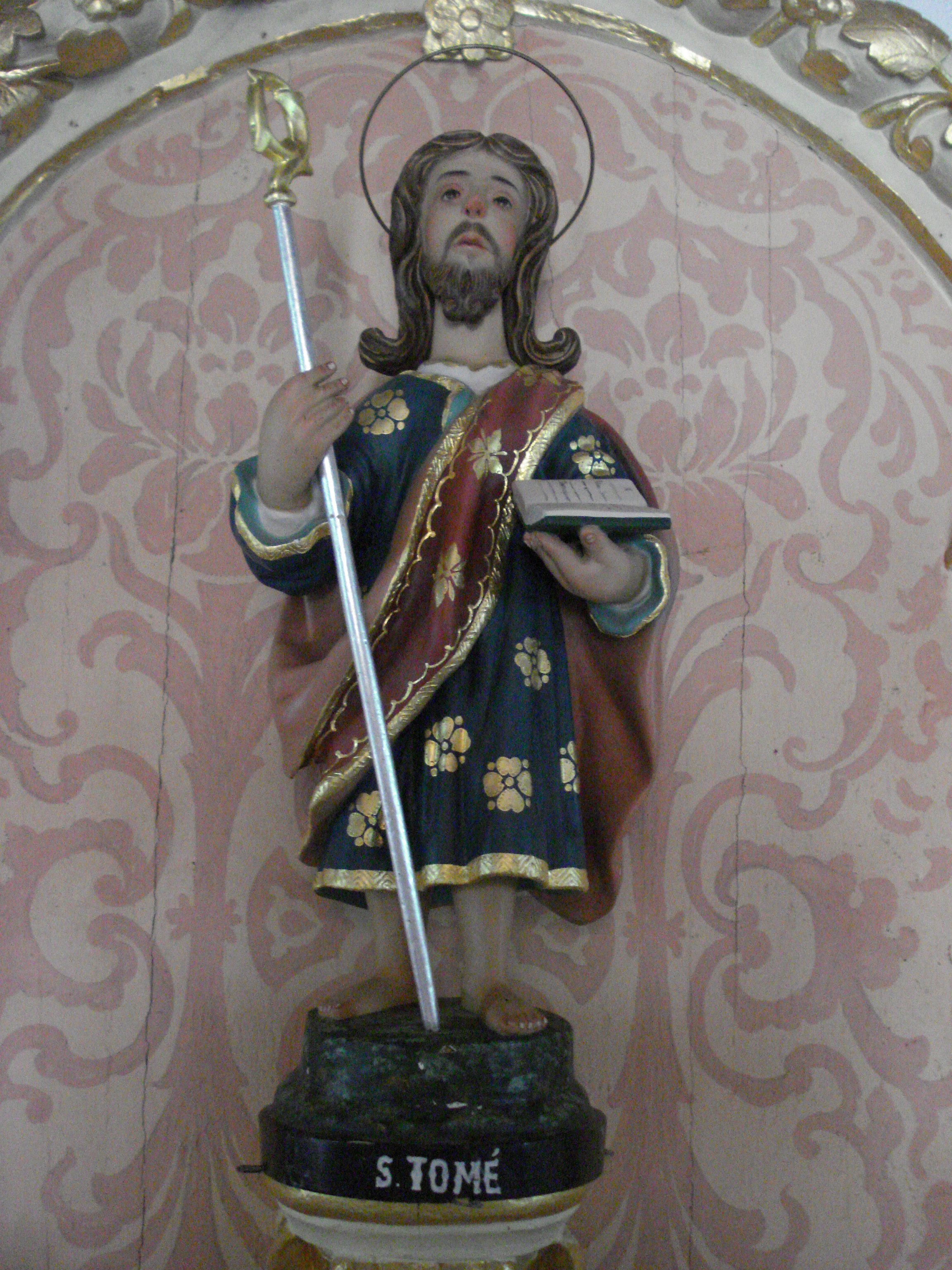
S.Tomé
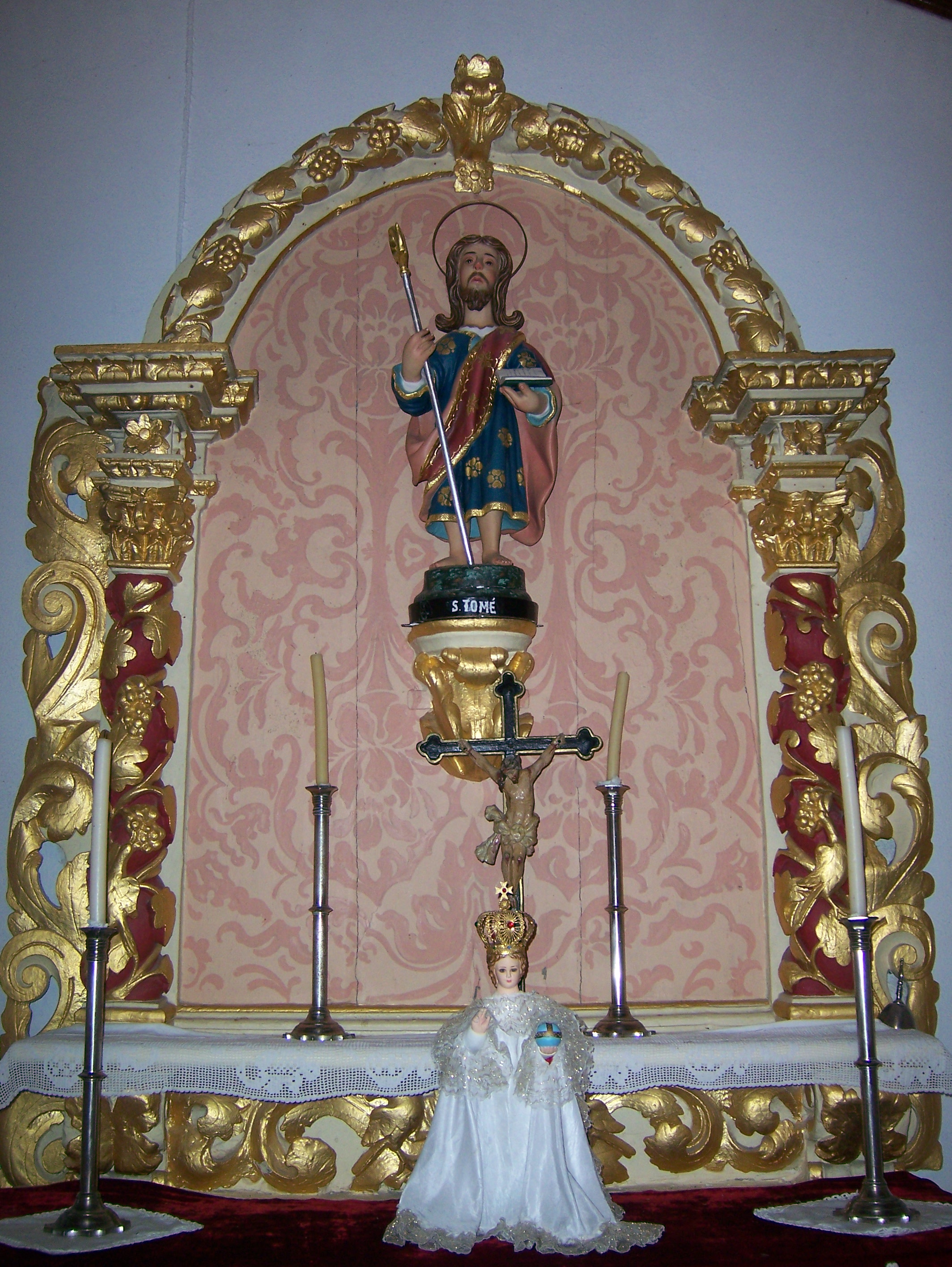
Altar de S. Tomé
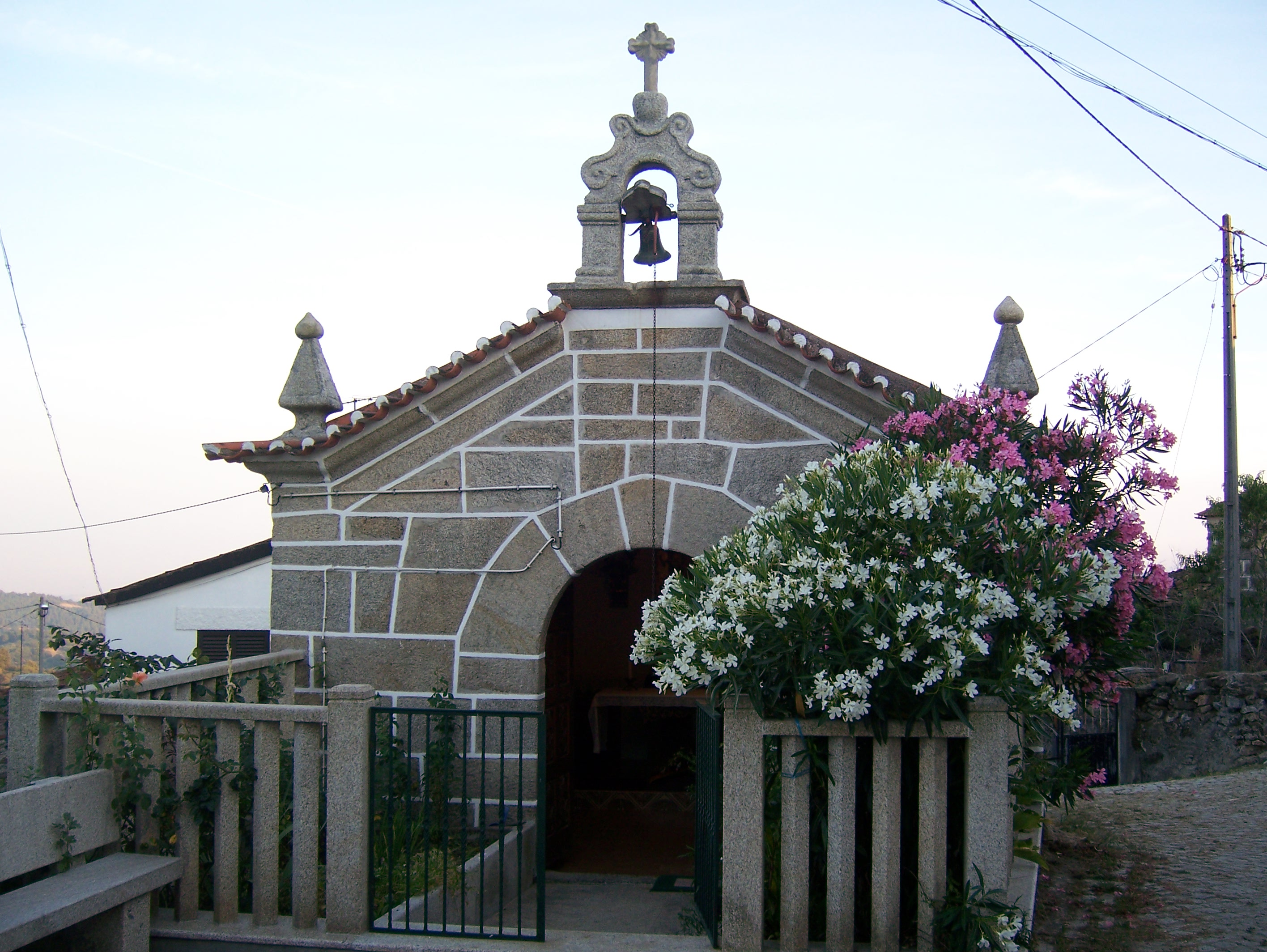
Capela de S.Tomé
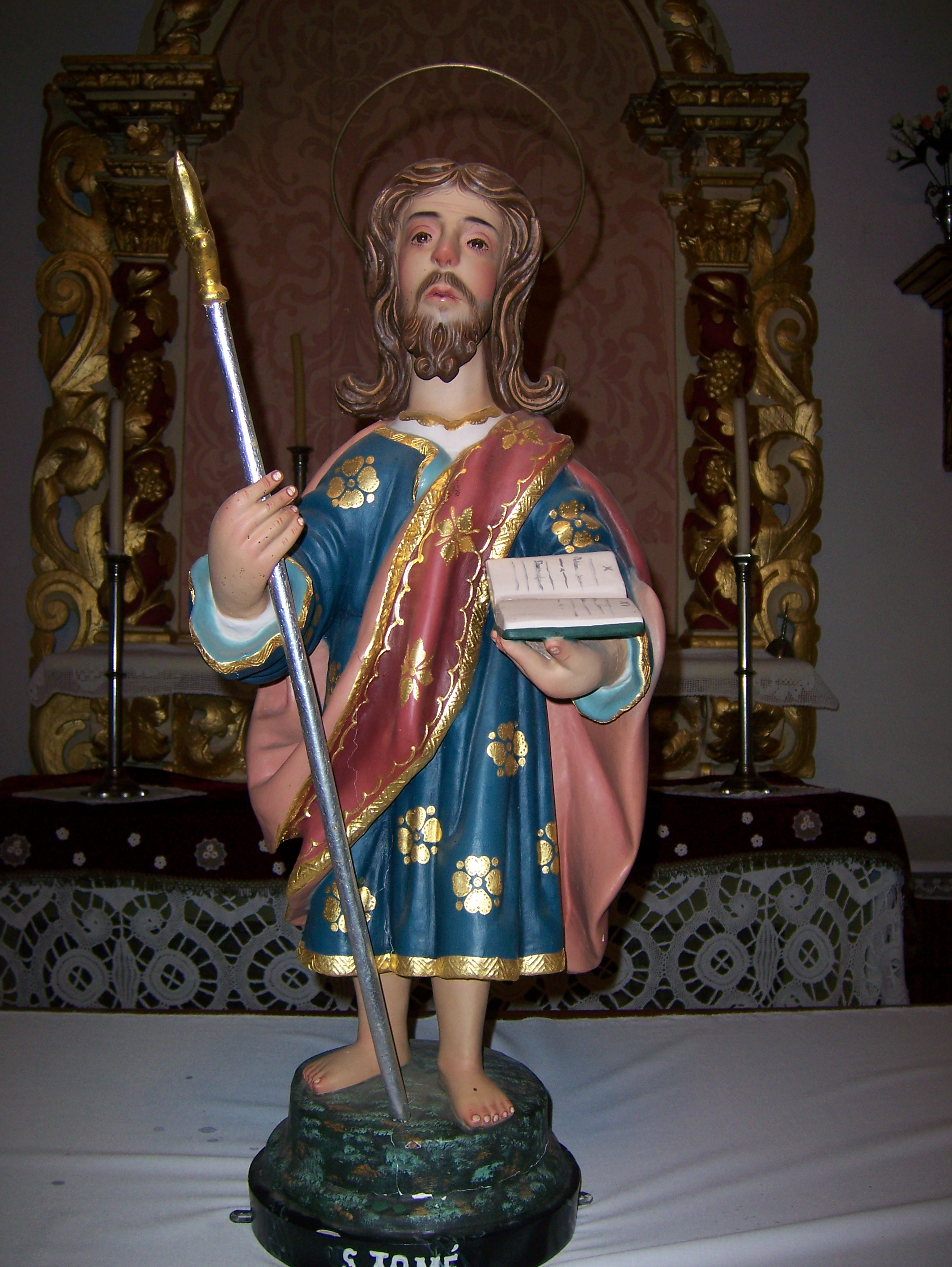
S.Tomé, padroeiro de Ferrugende
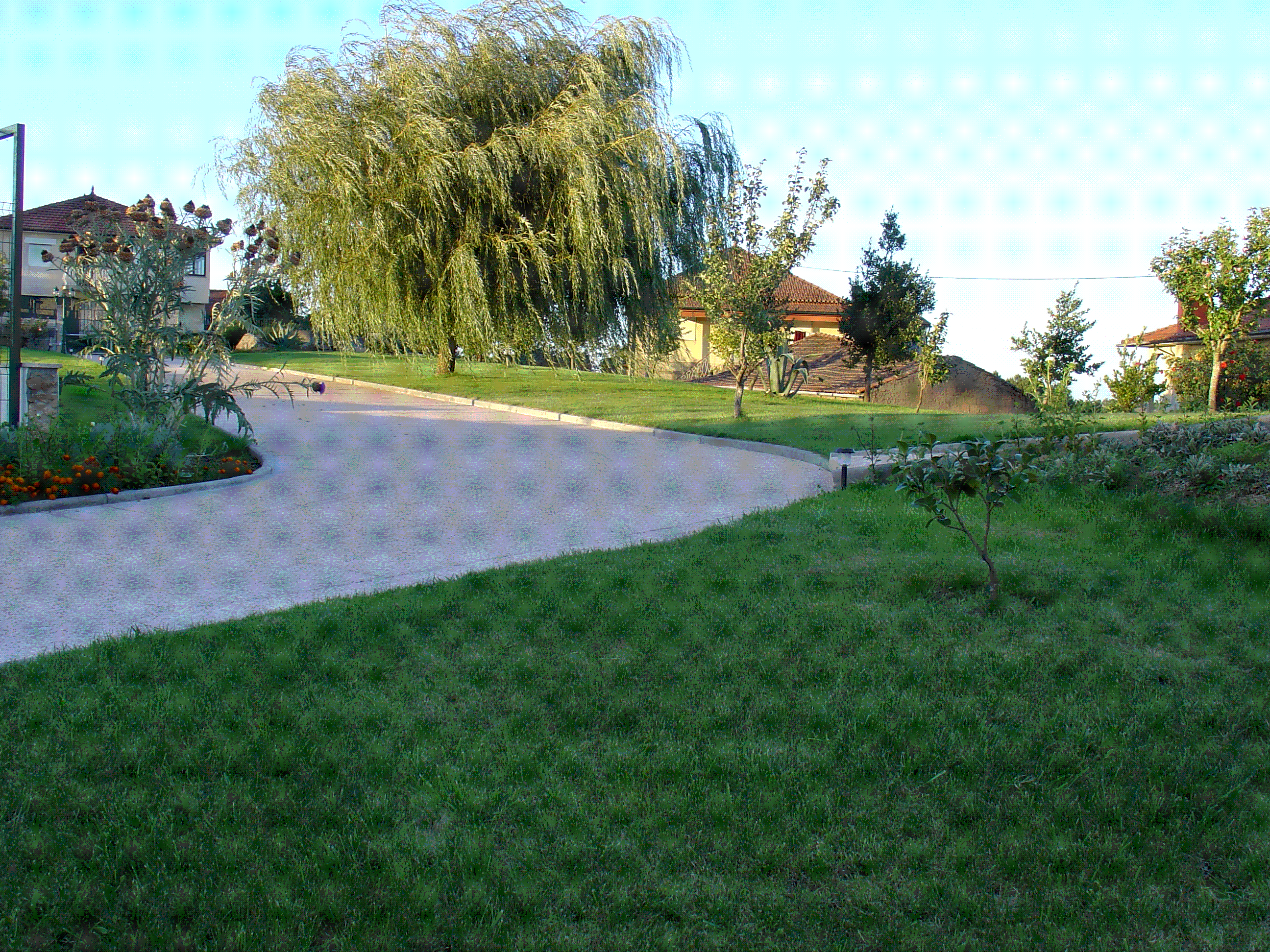
Jardim da Portela
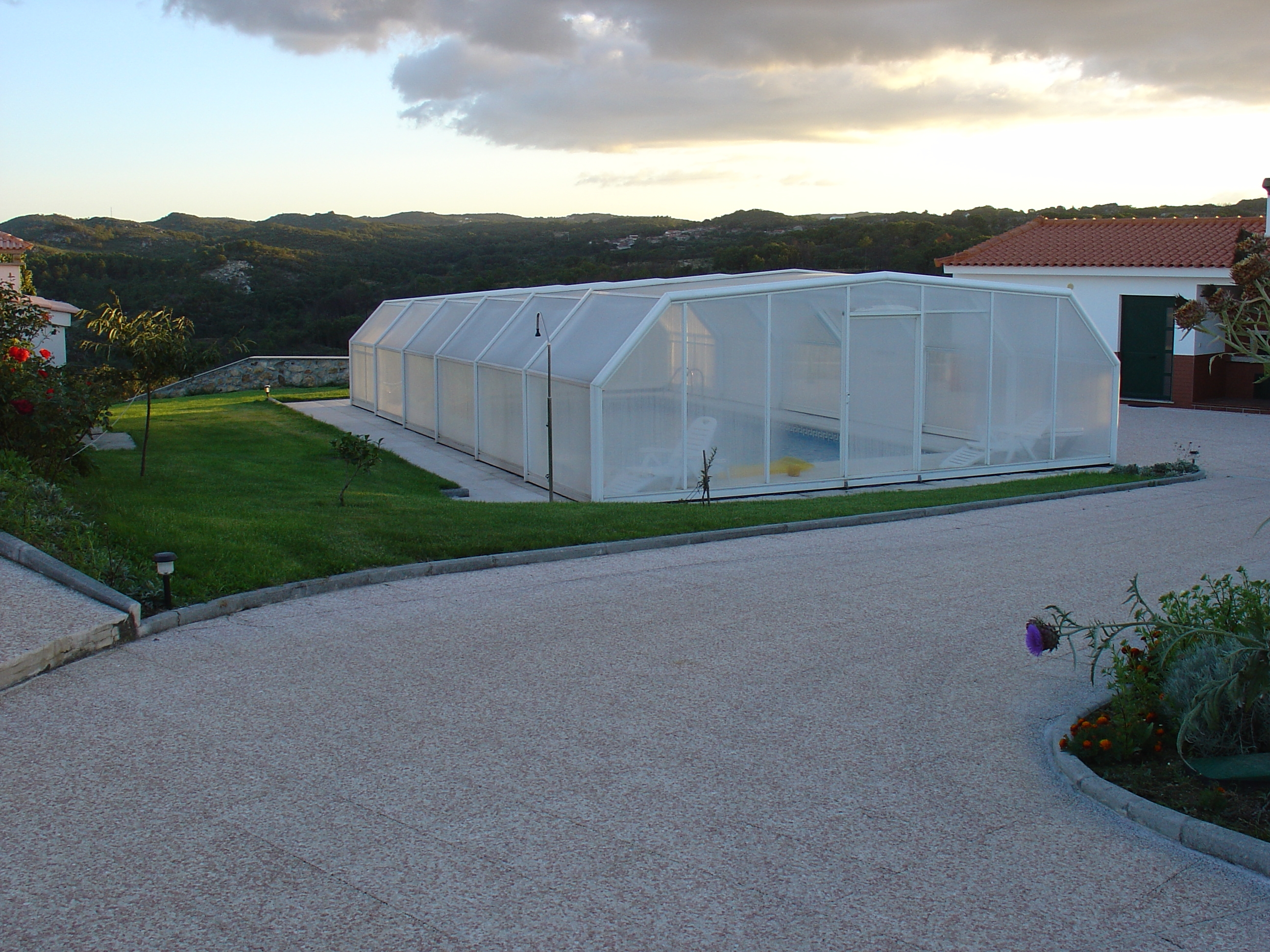
Ferrugende,Vilaranda em último plano
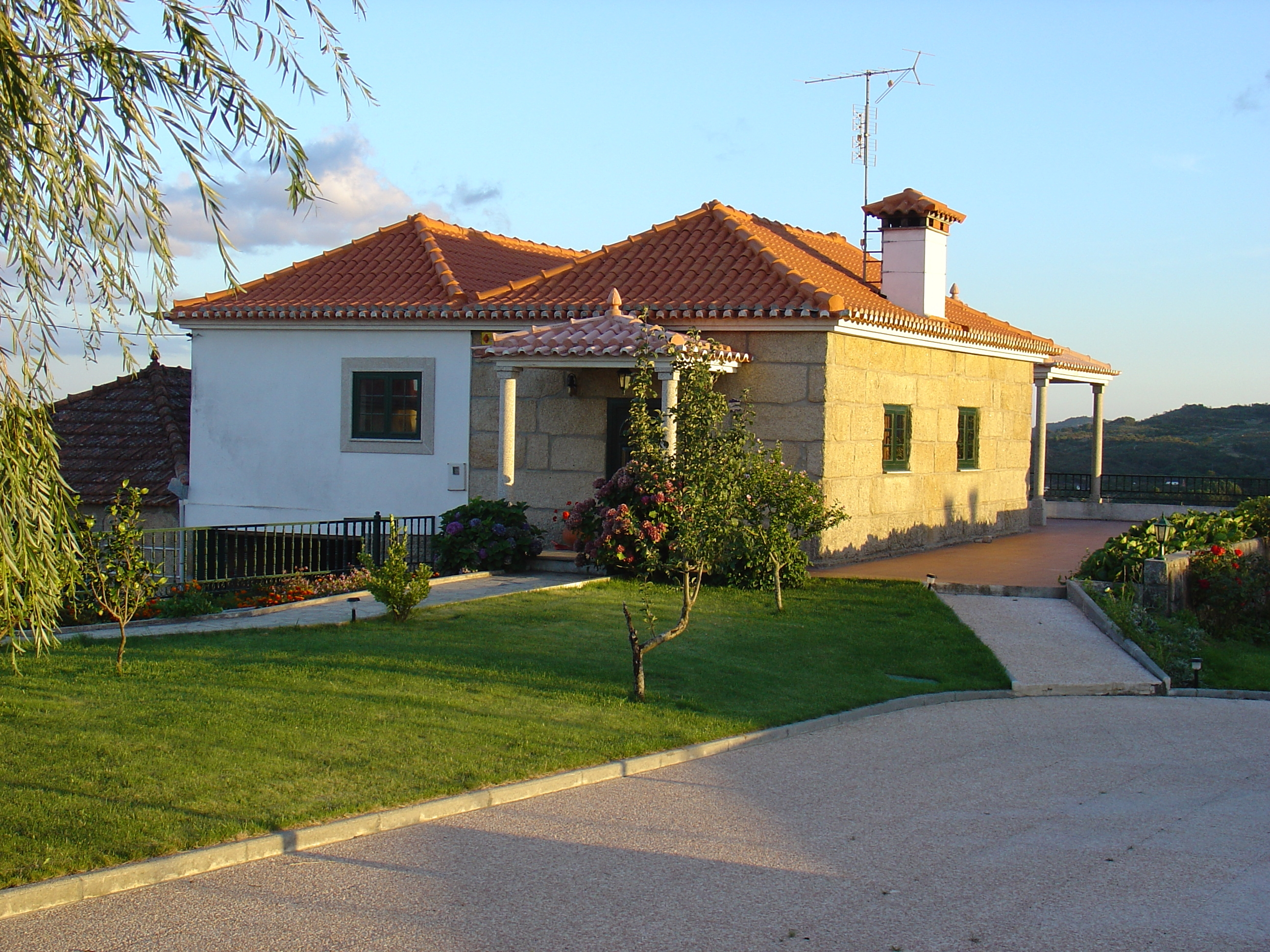
Casa da Portela
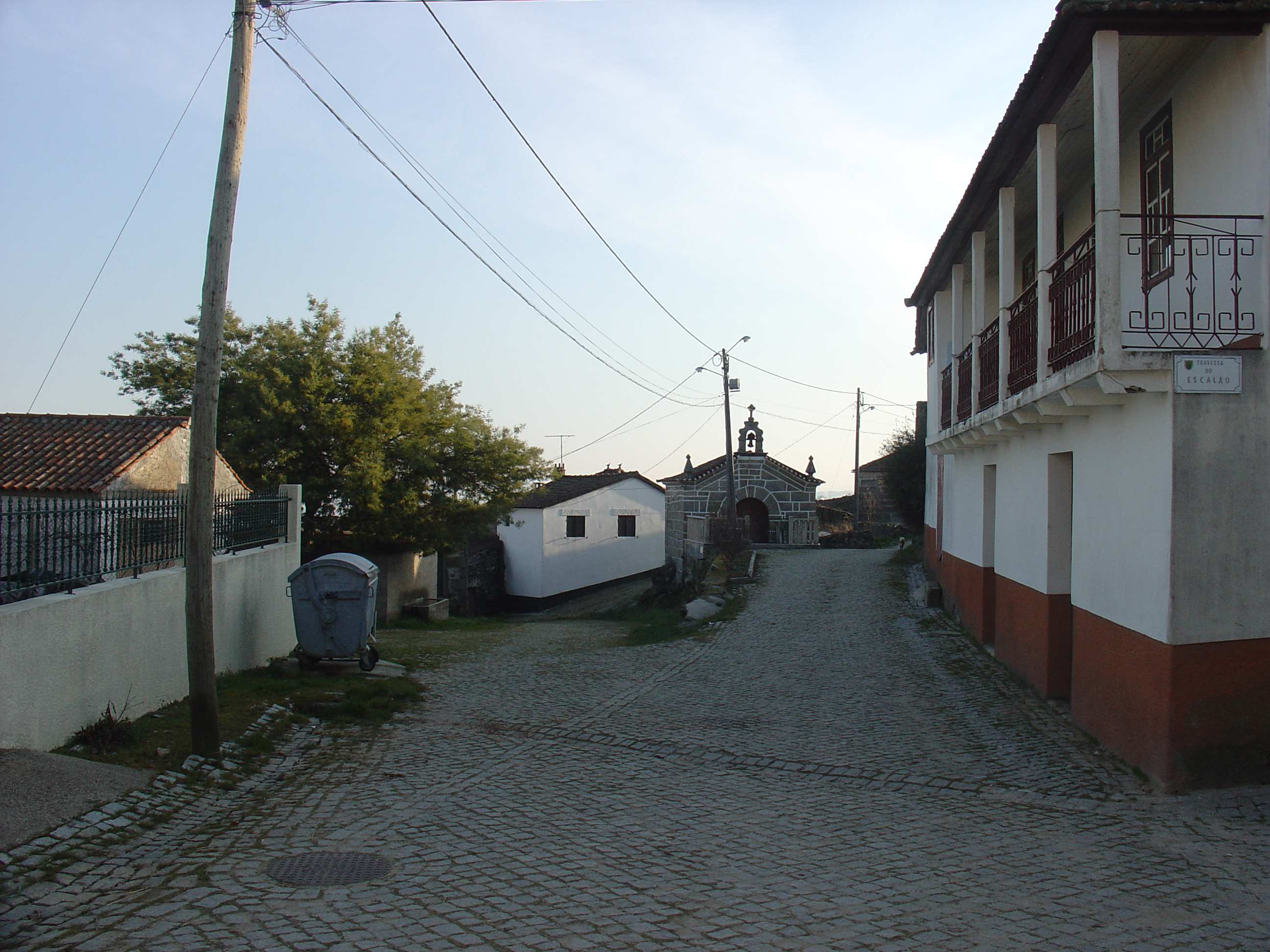
Ferrugende - Centro
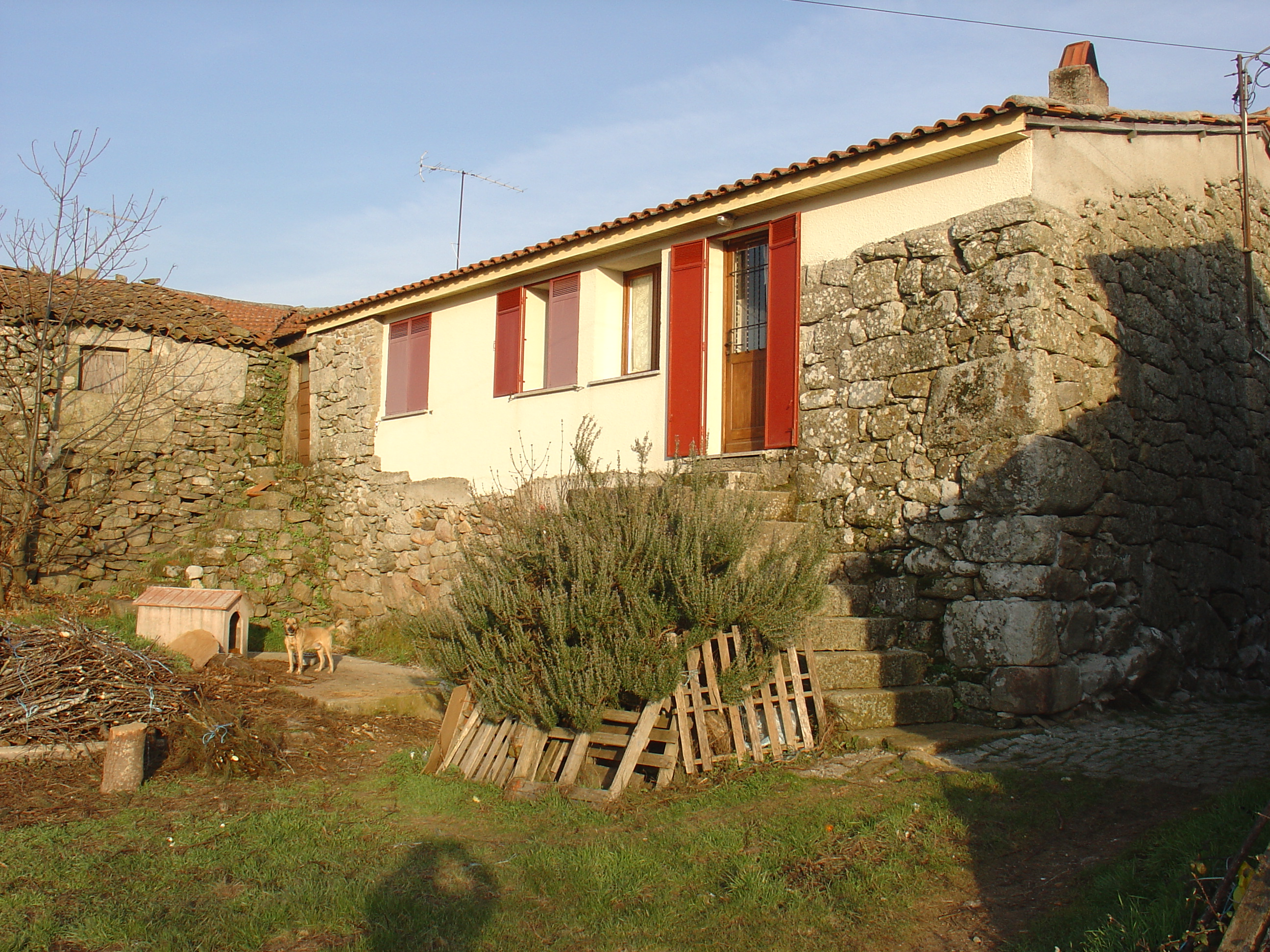
Casa da Eira de Trás
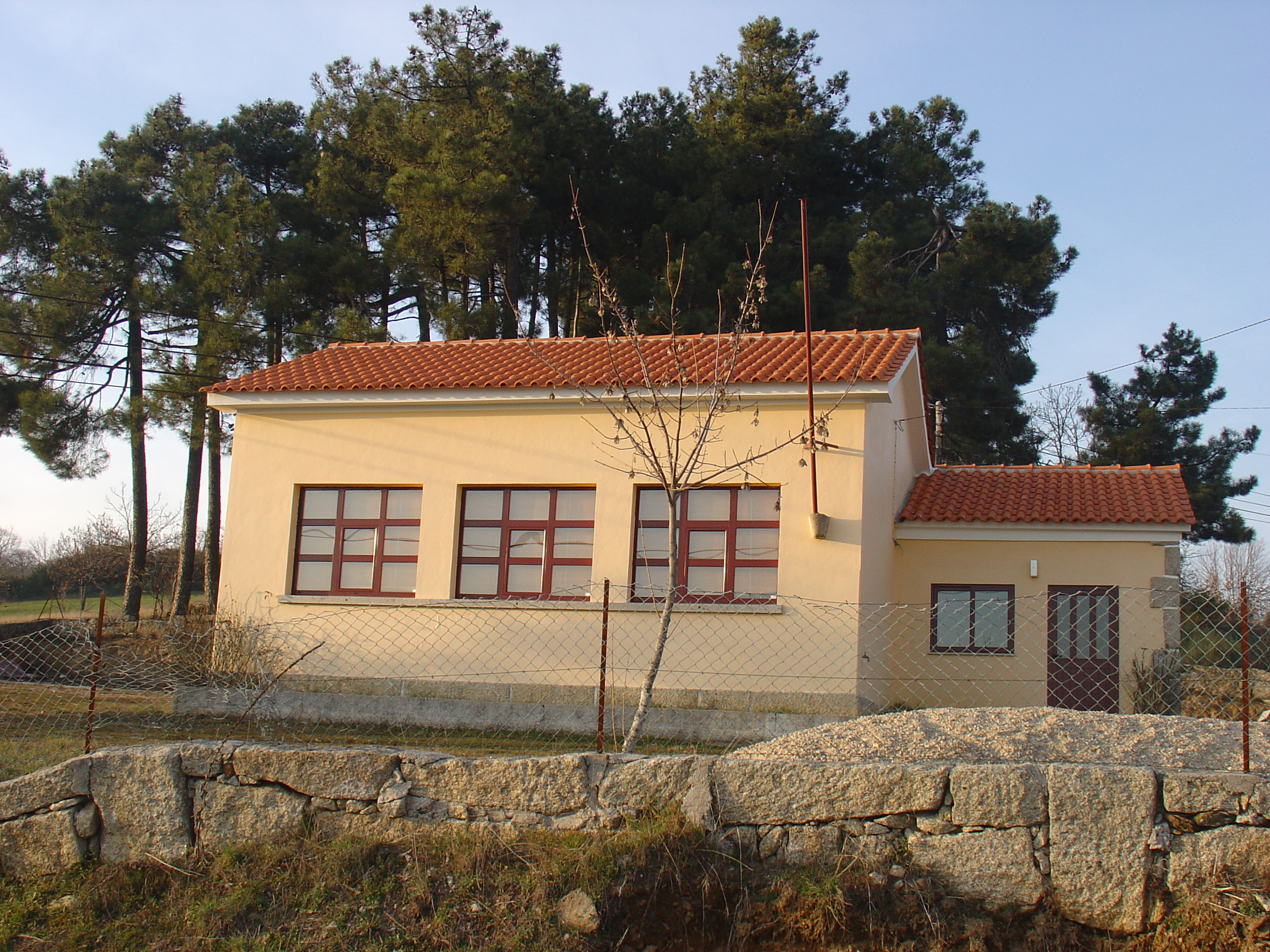
Escola/atual clube
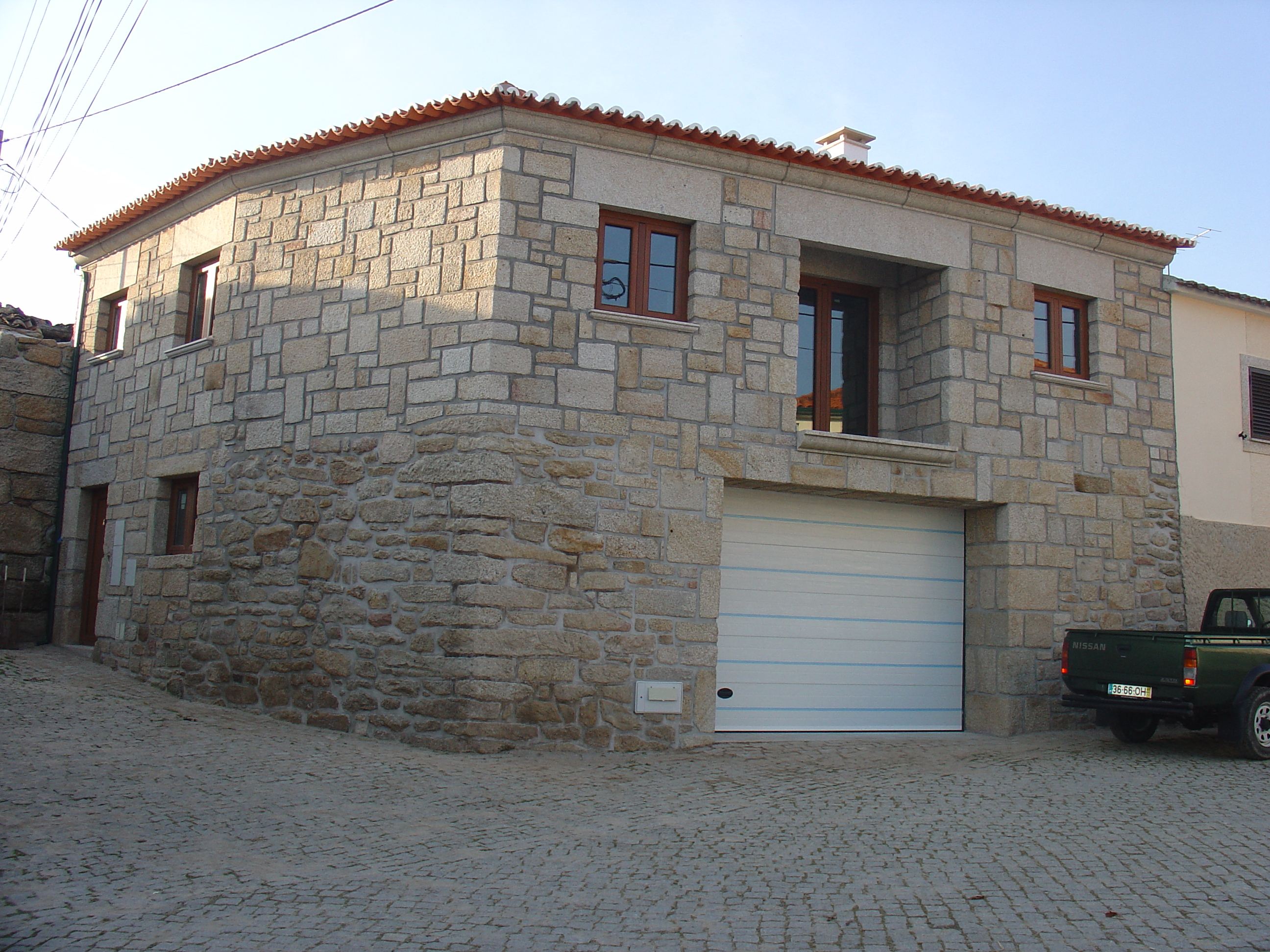
Sobradinho
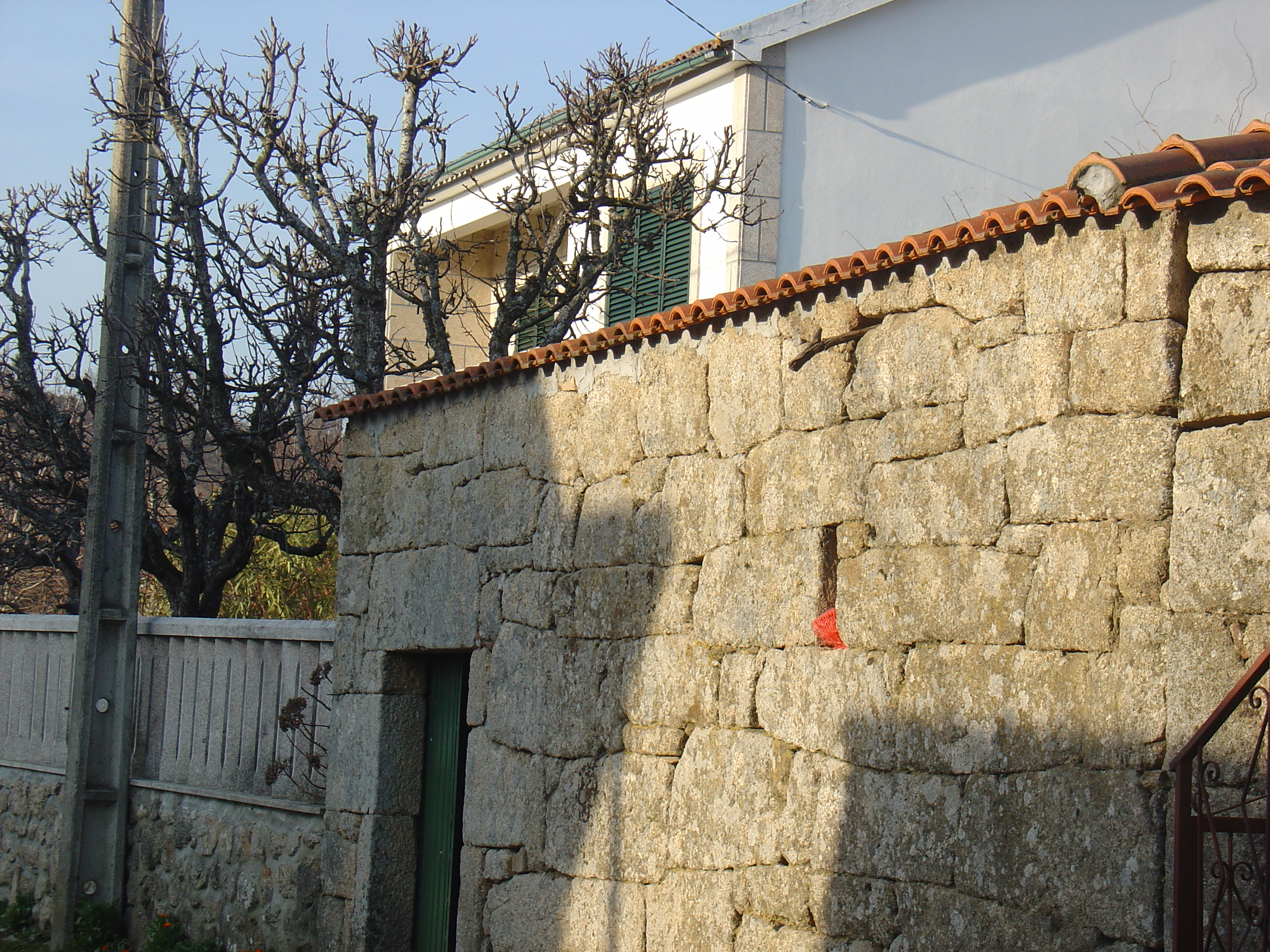
Casa Antiga
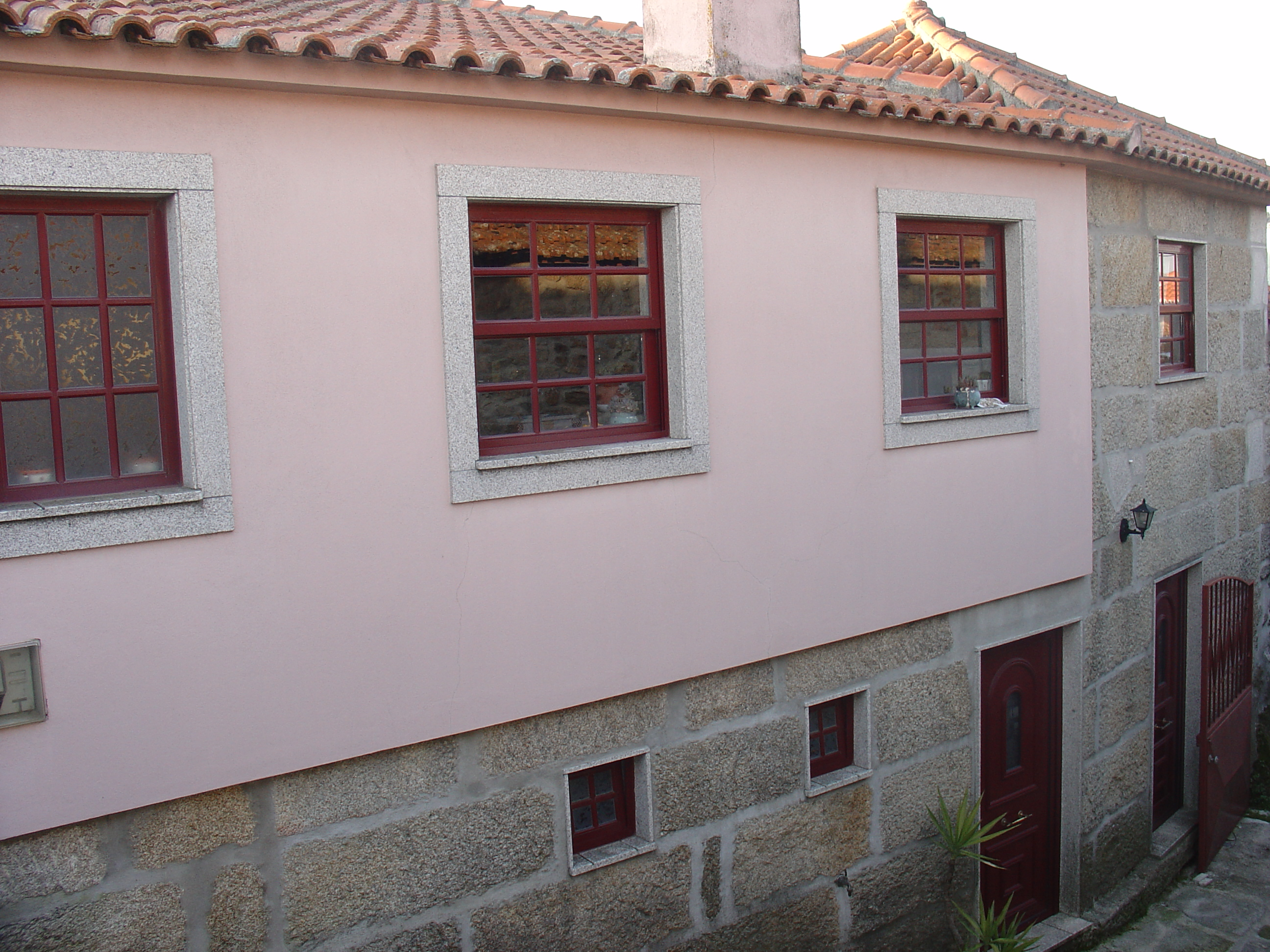
Casa Rosada
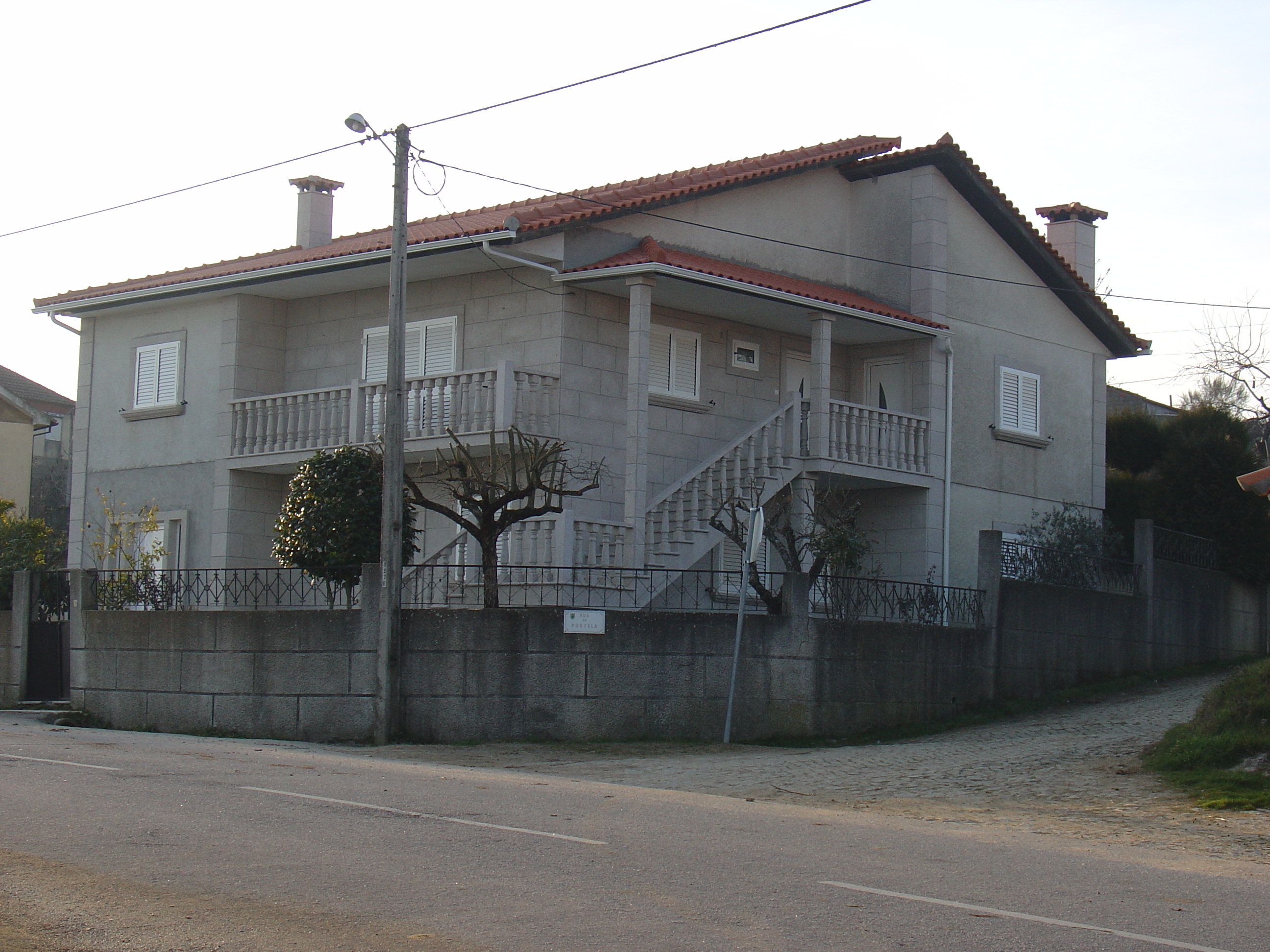
Casa Rei
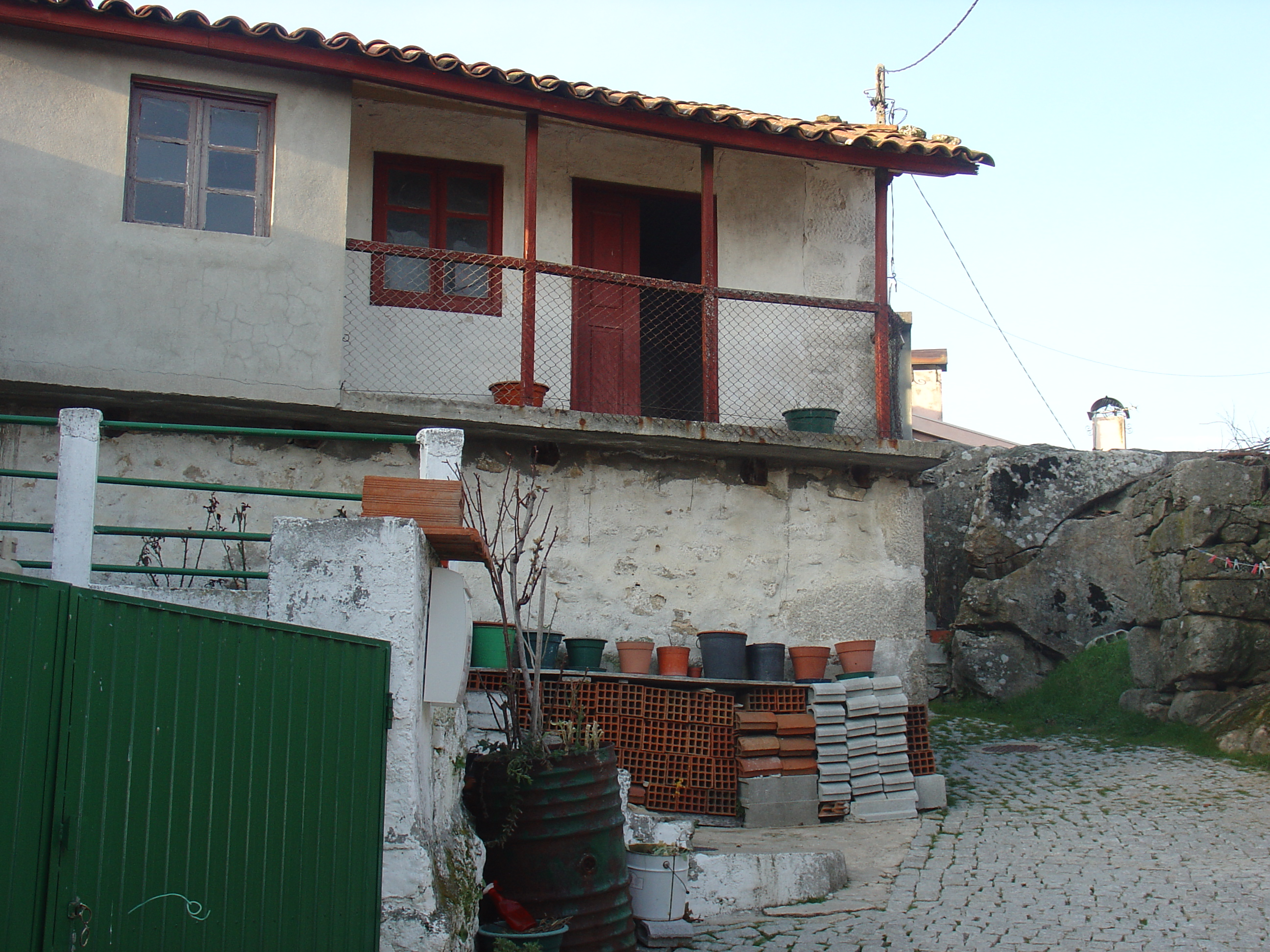
Casa das Fragas
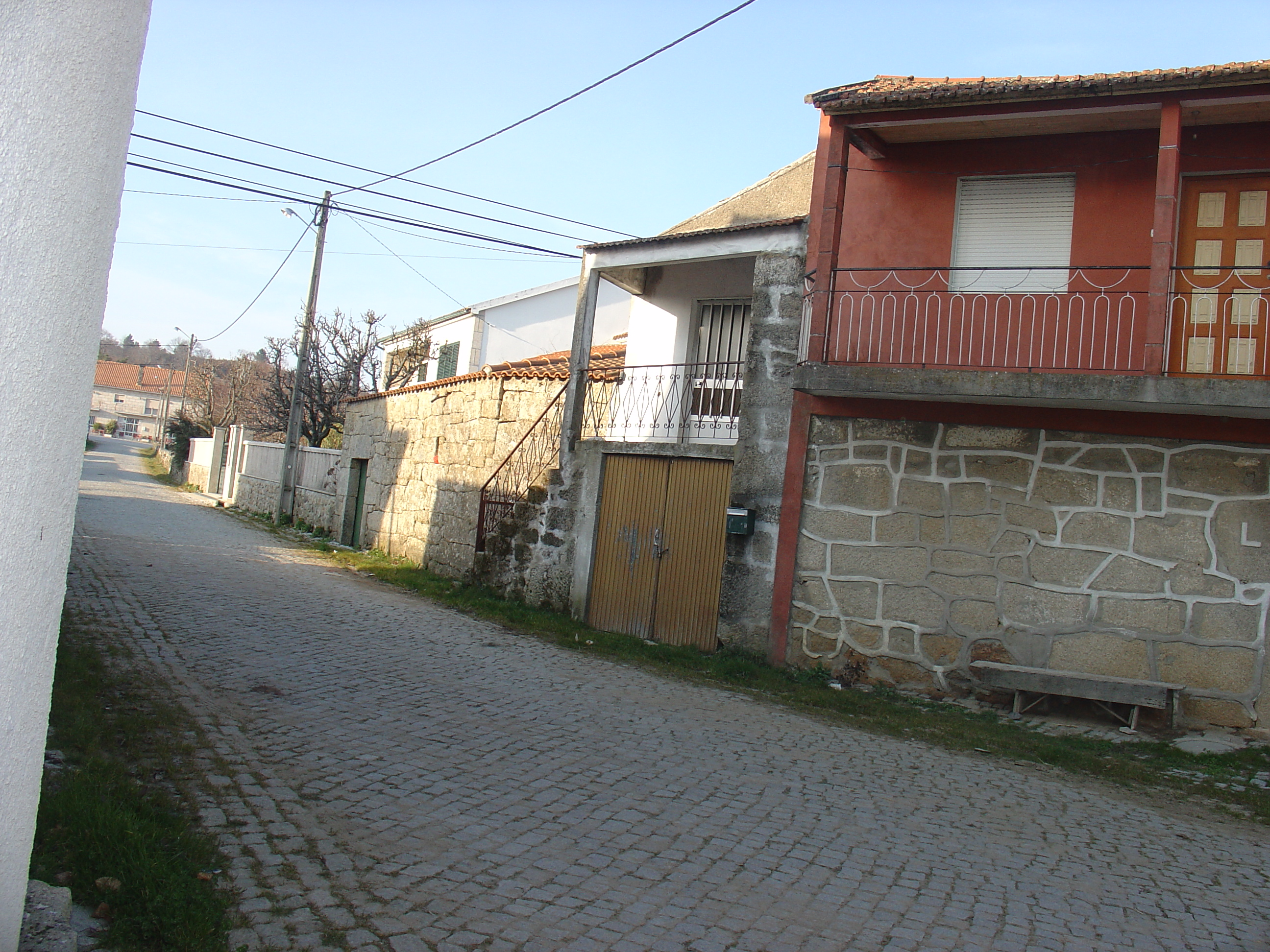
Rua de S. Tomé
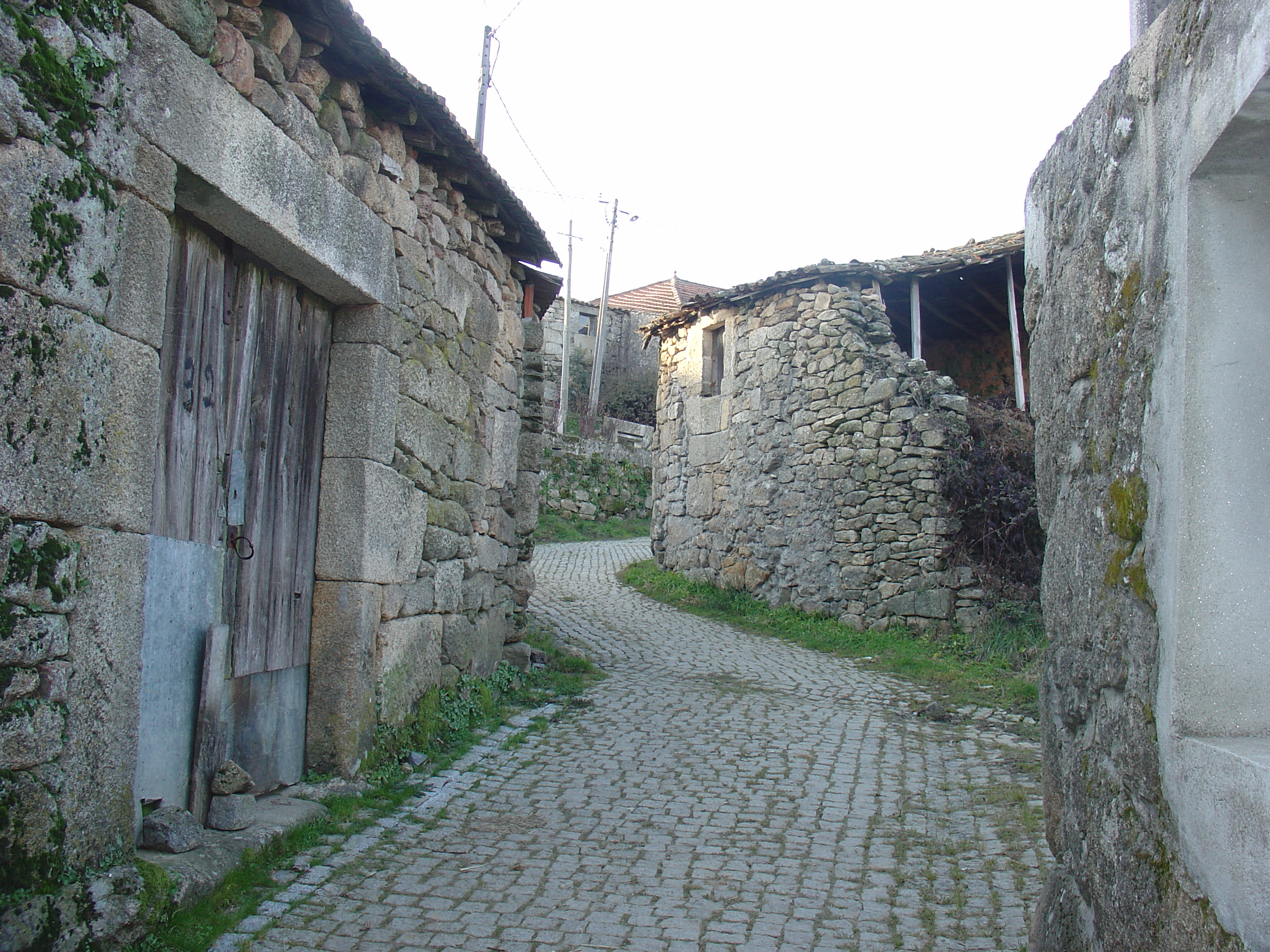
Rua da Fonte
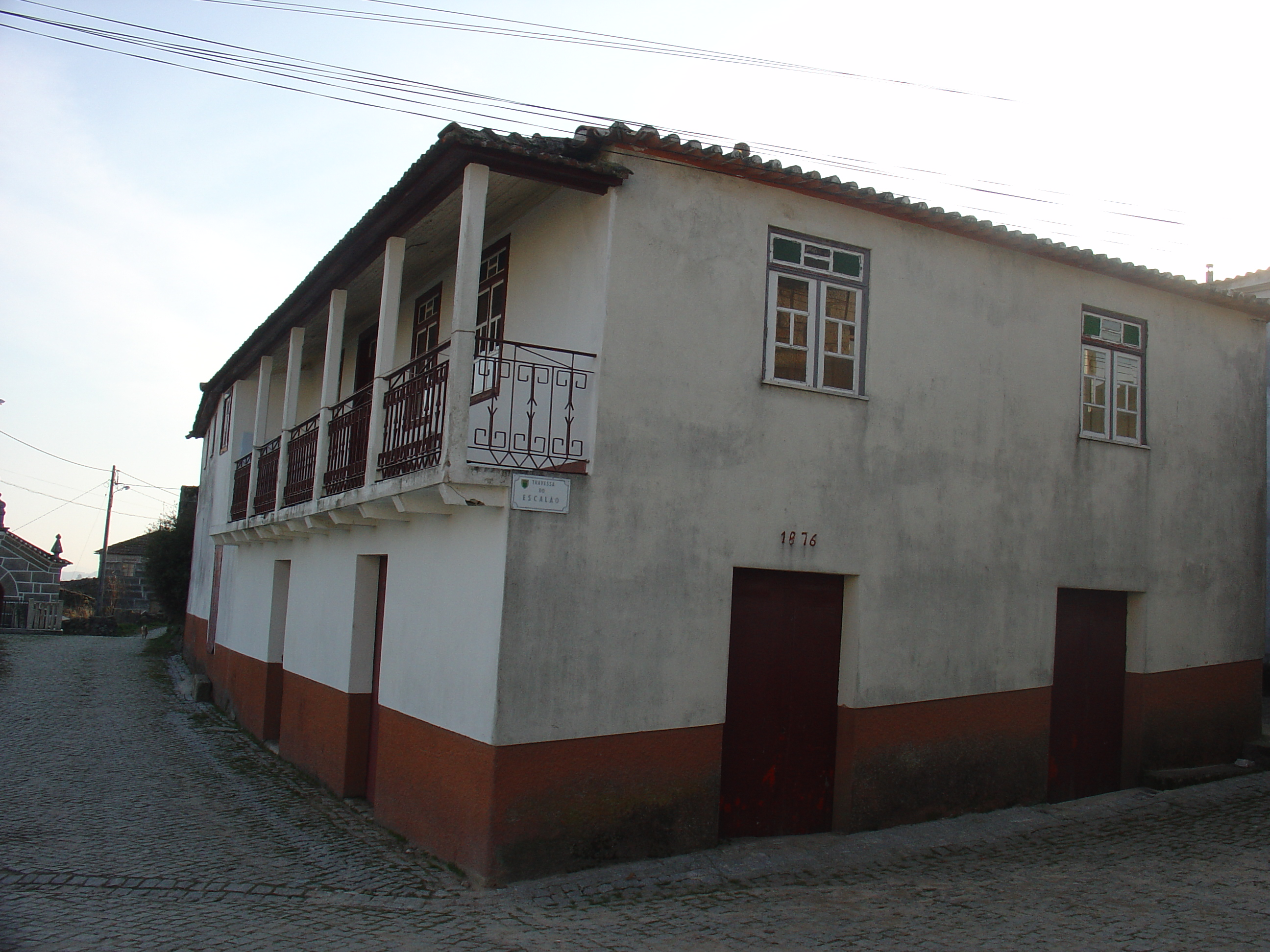
Casa Maria da Conceição
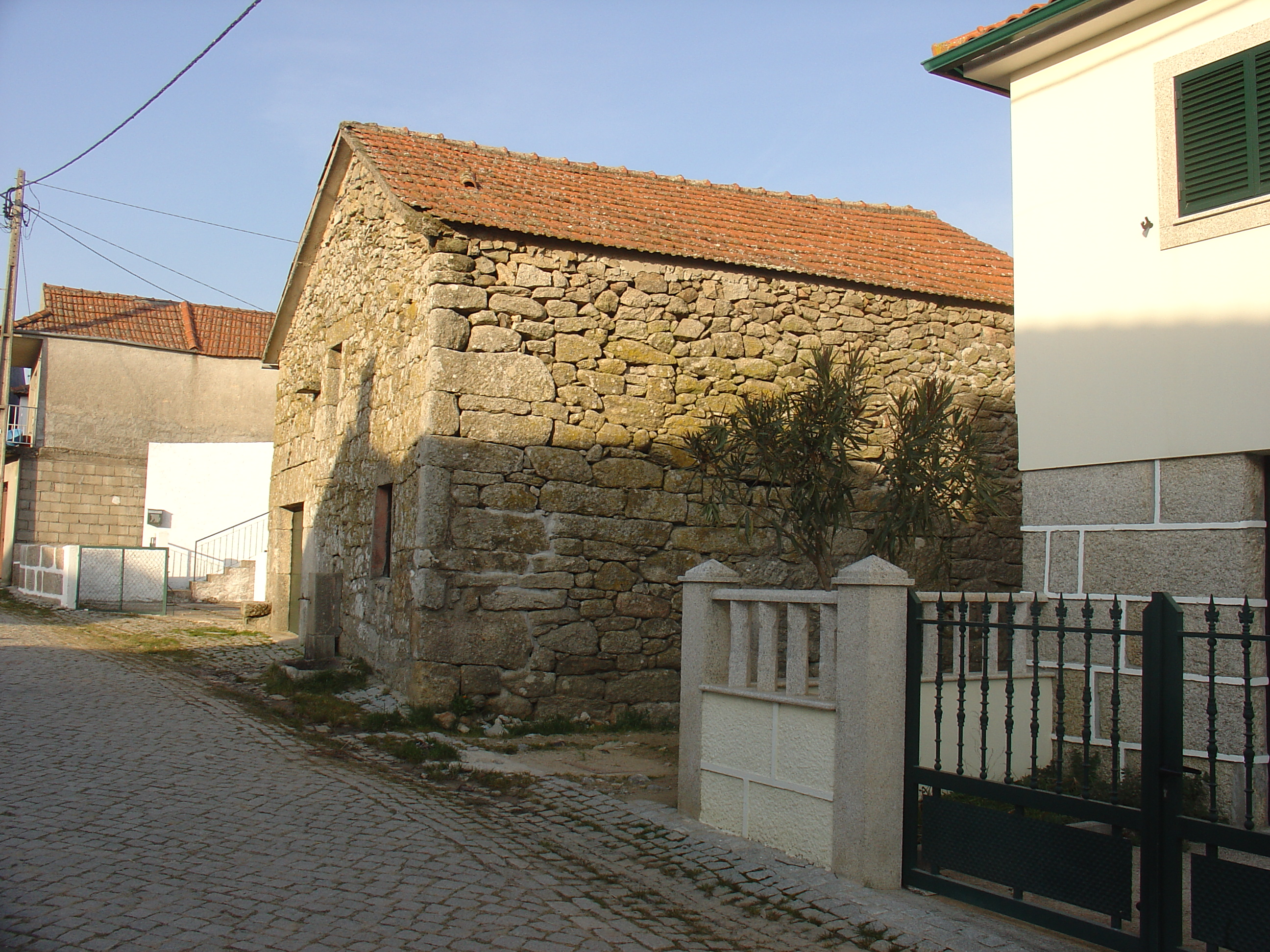
Casa da Pereira
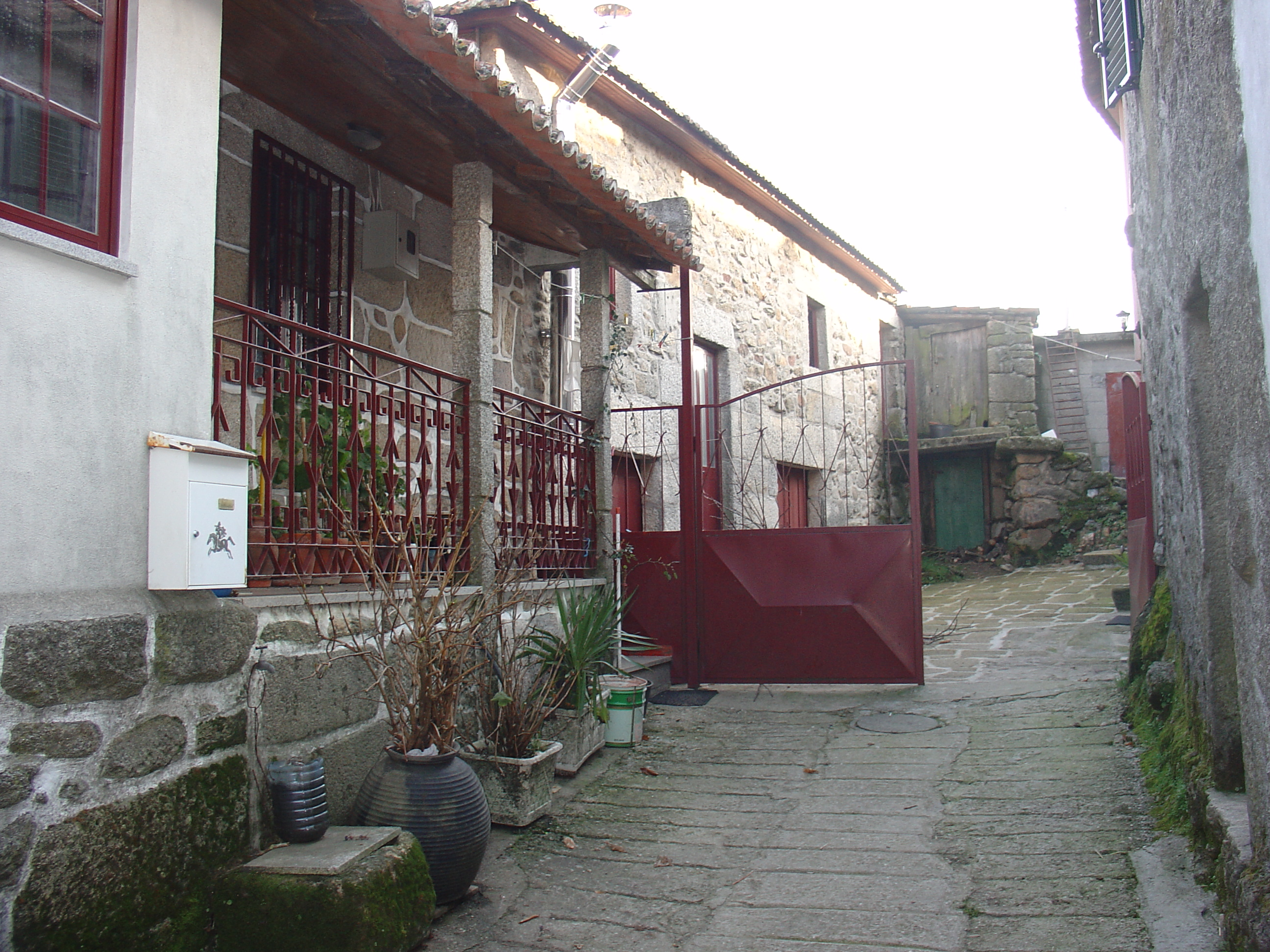
Outra face da Casa M.Conceição
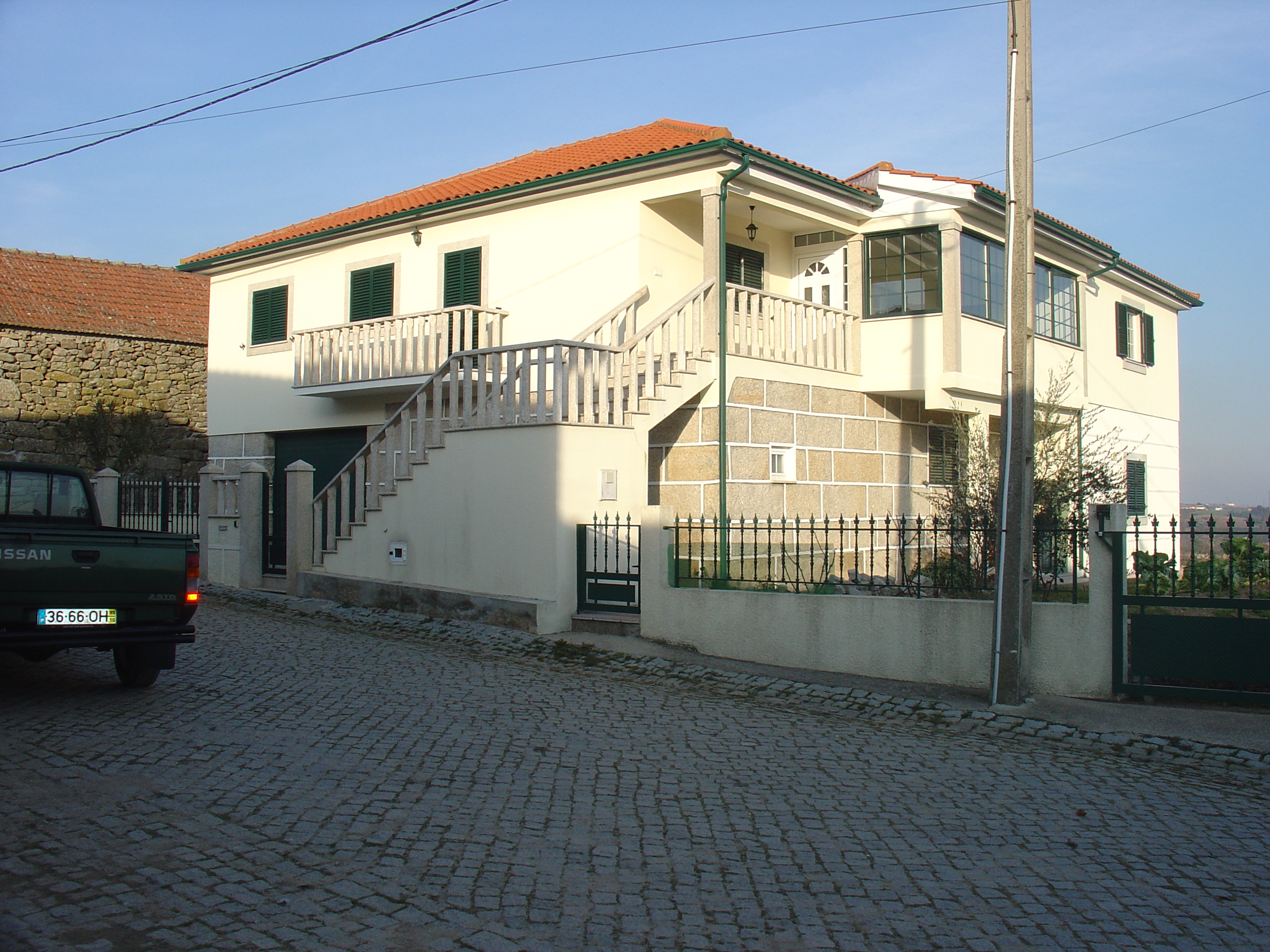
Casa dos Linhares
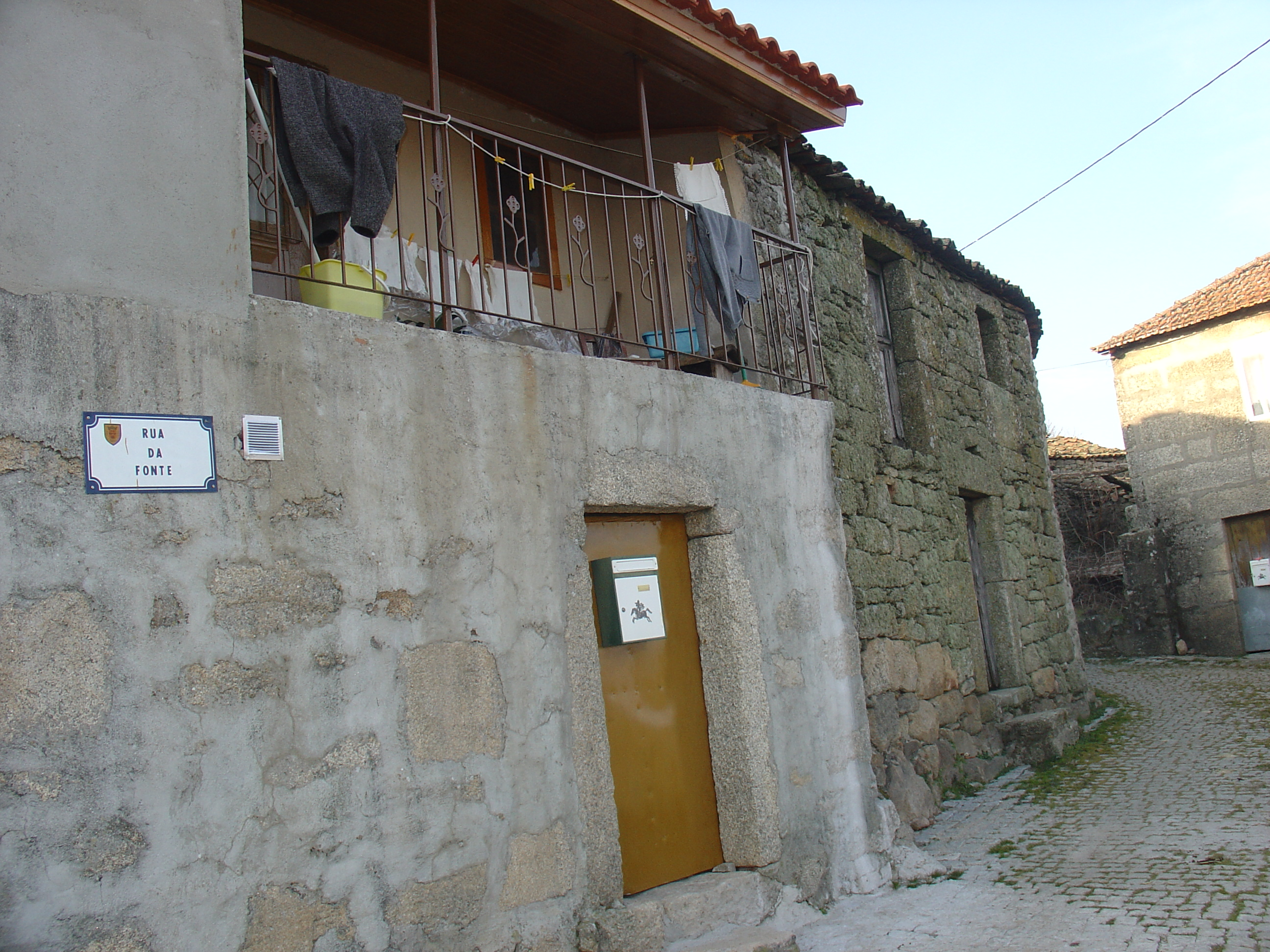
Bairro de Baixo
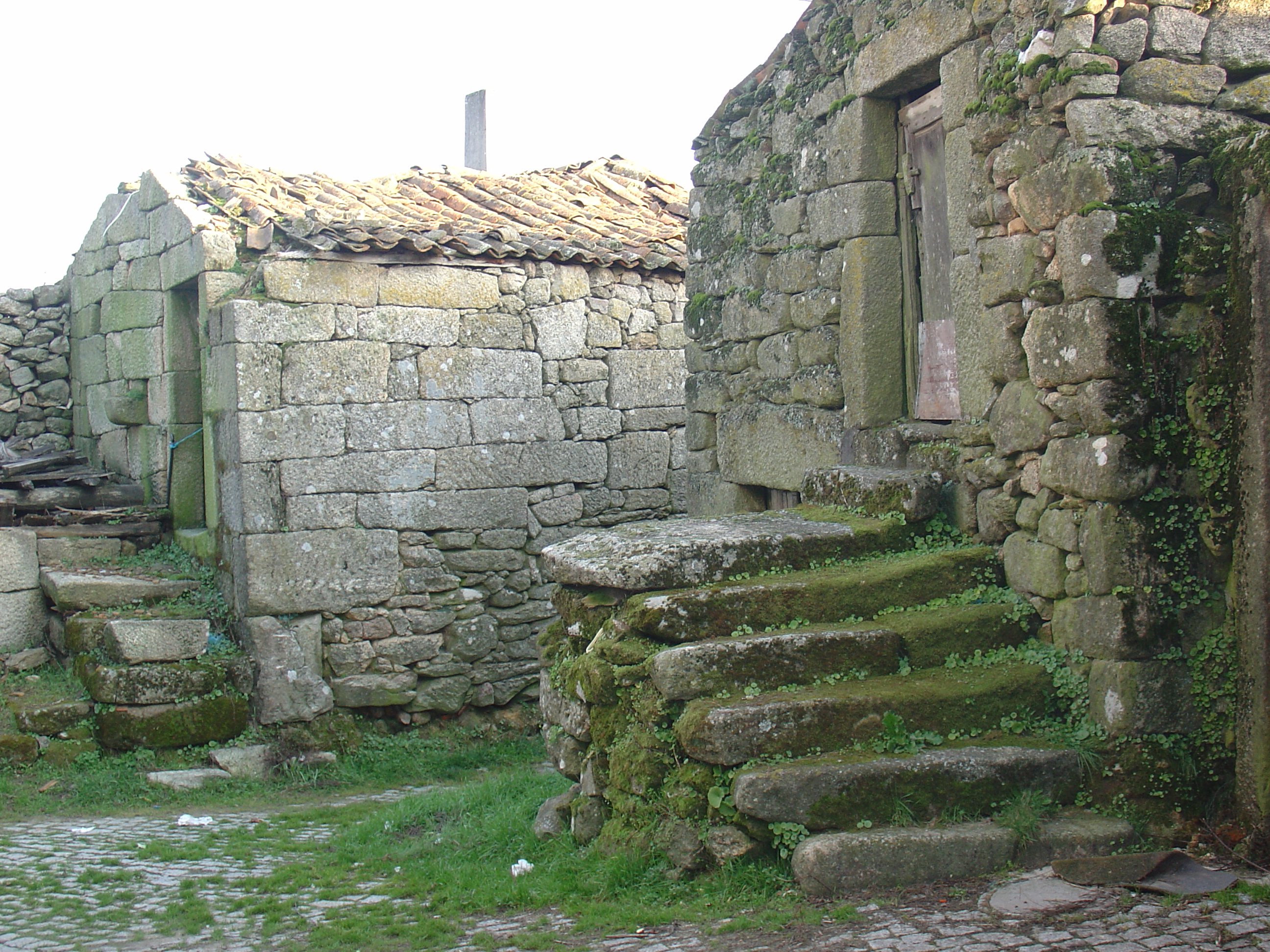
Bairro de Além
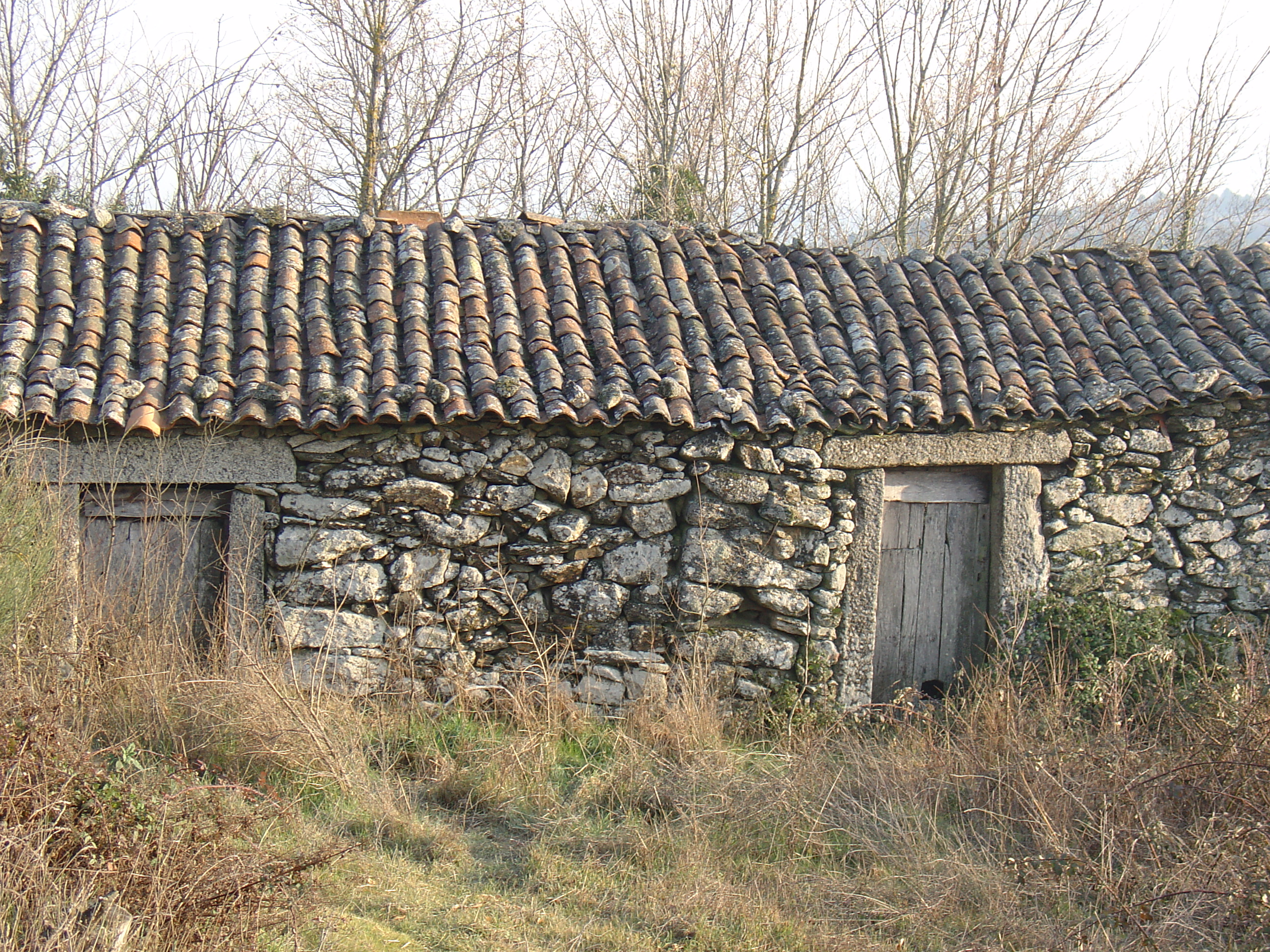
Palheiros
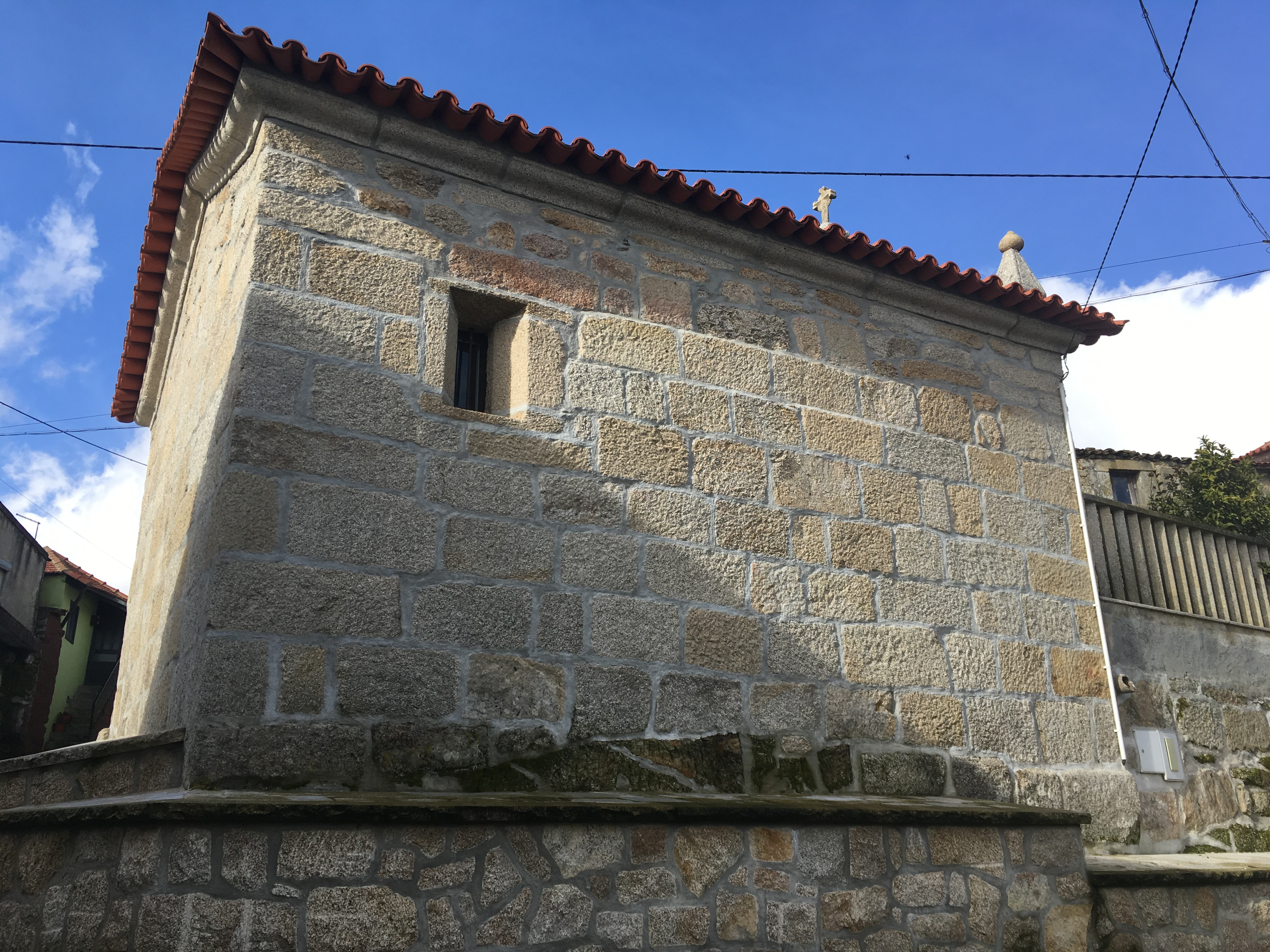
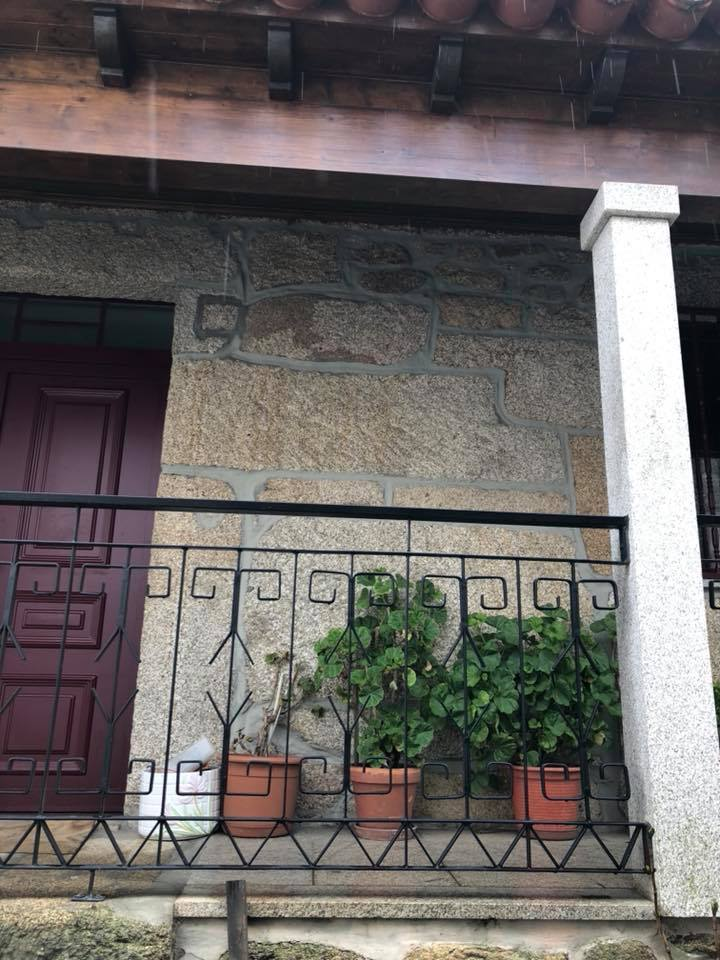
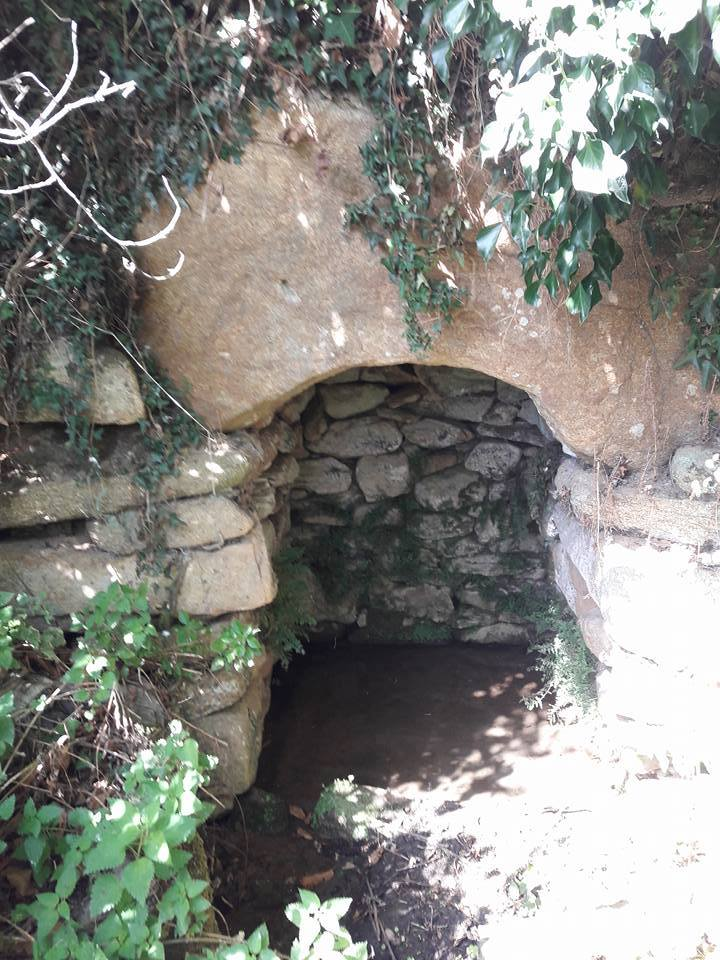
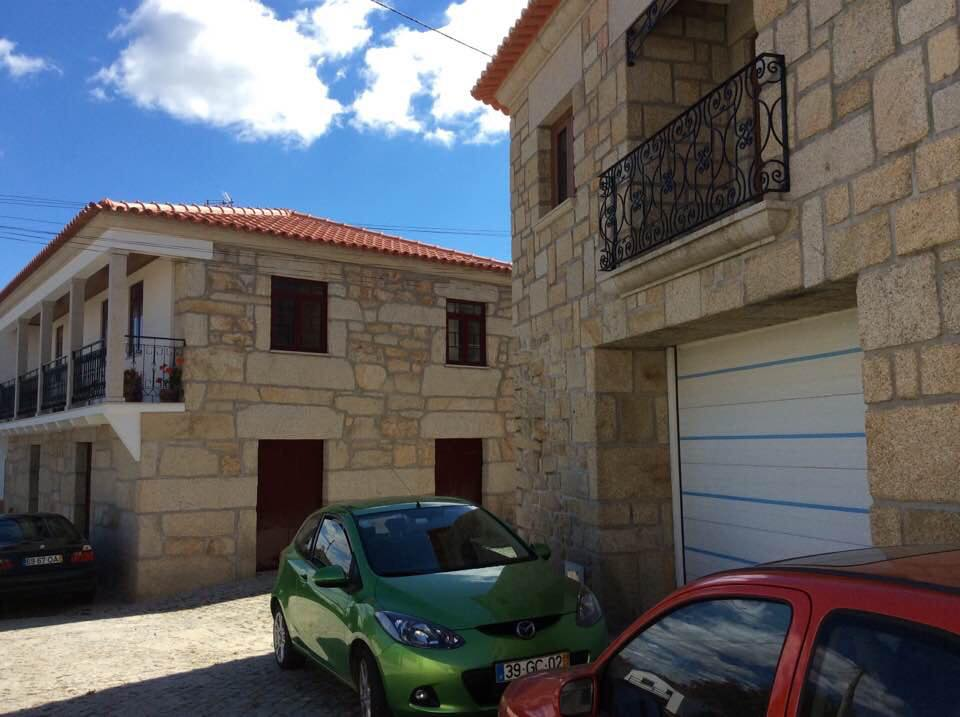
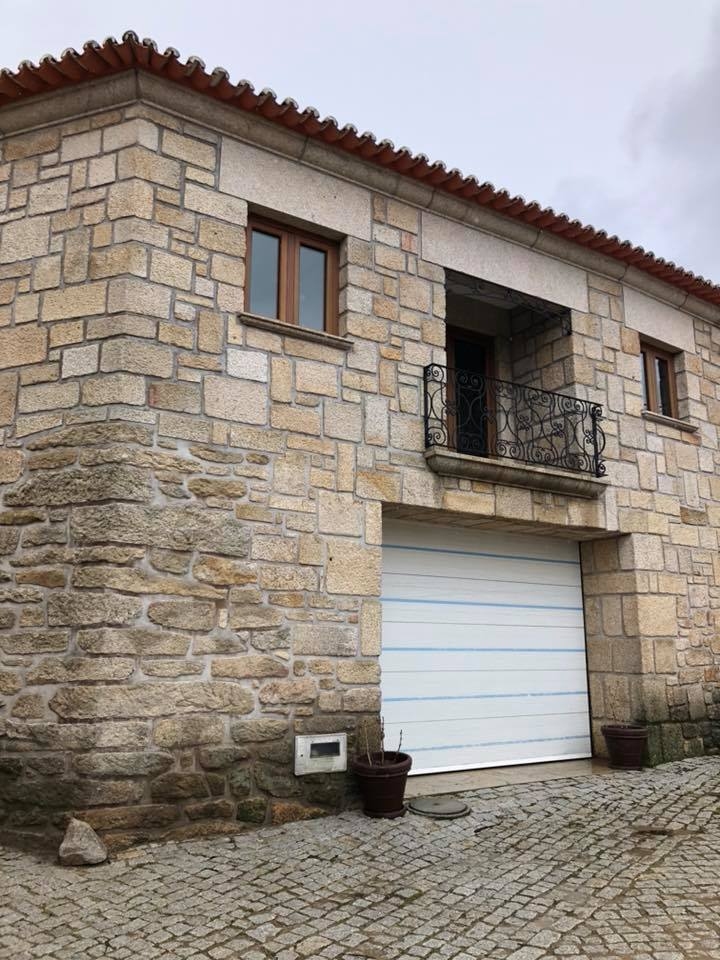
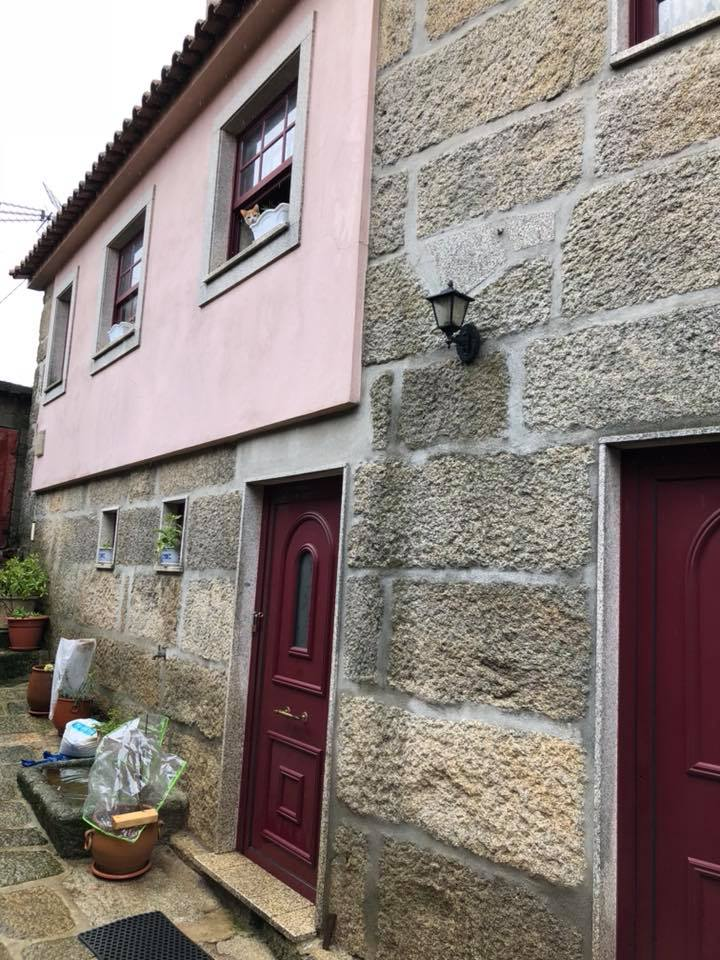
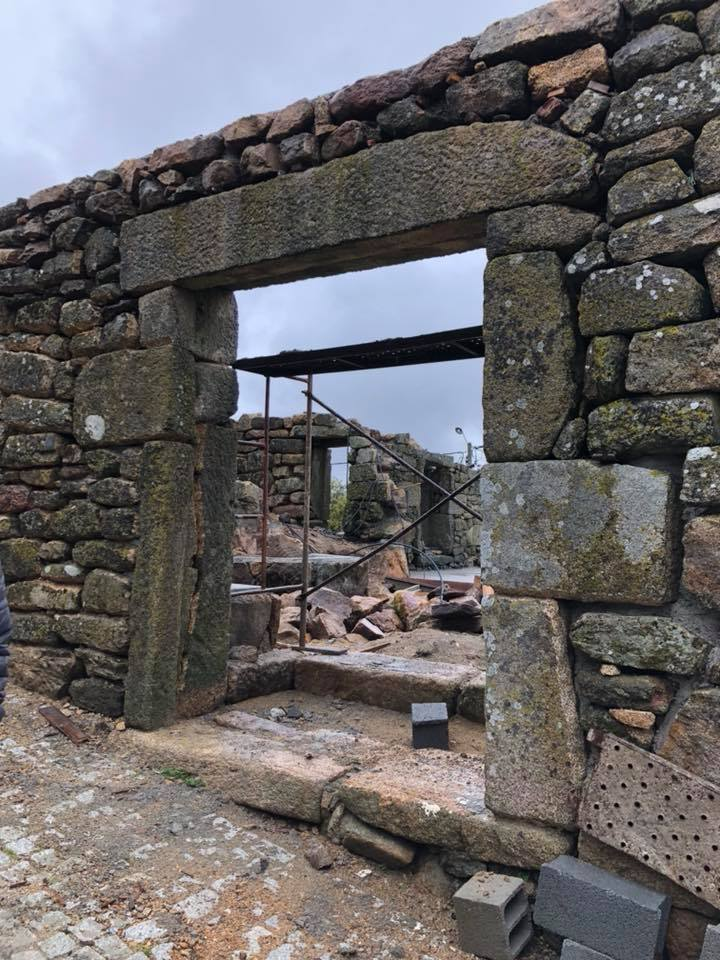
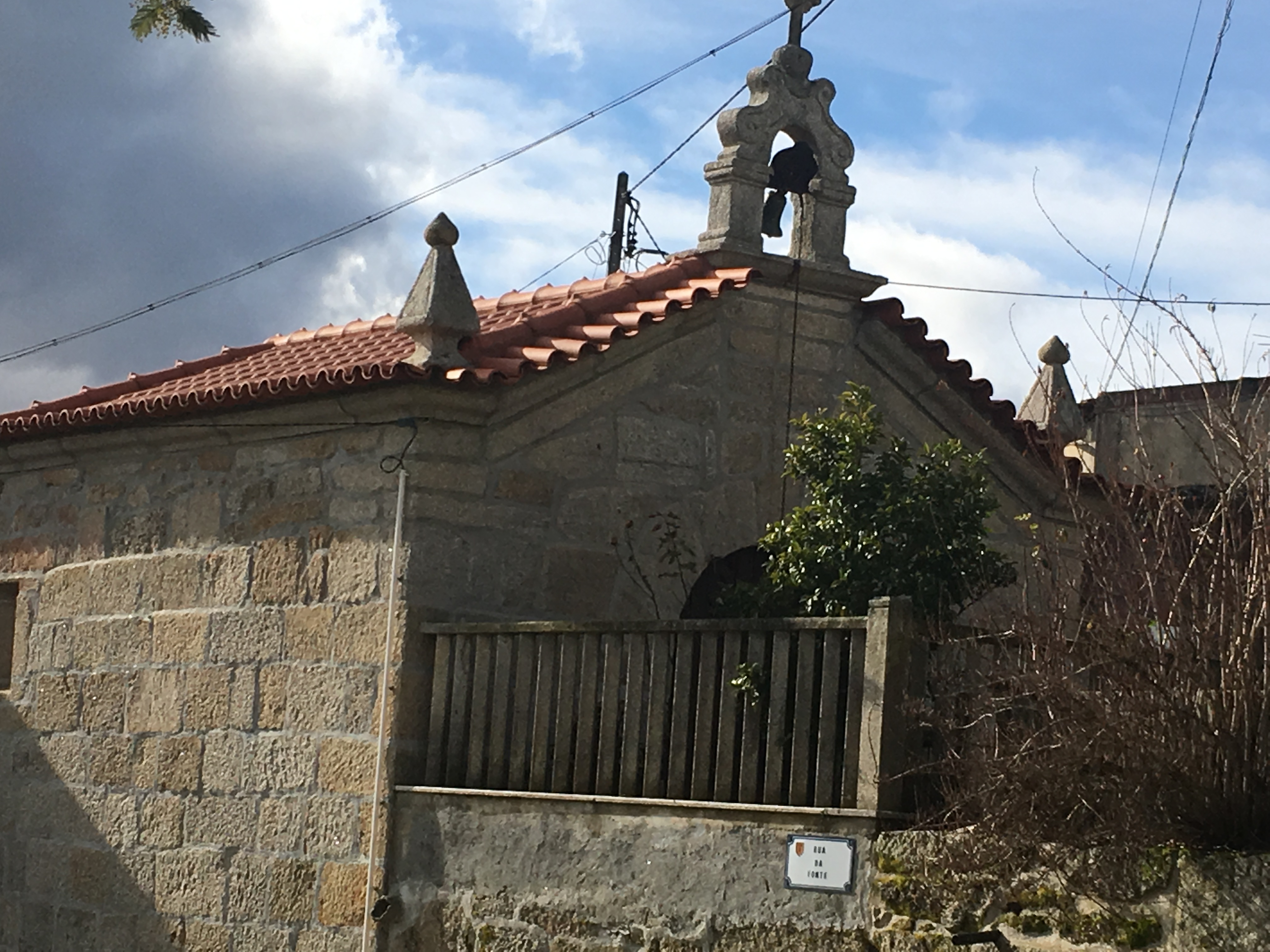
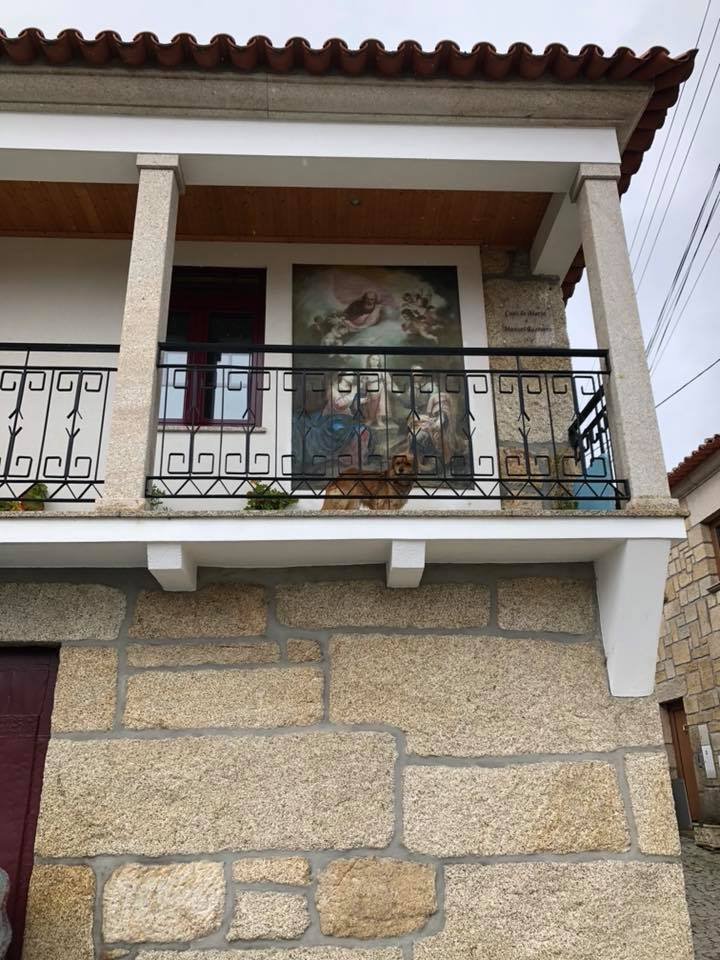
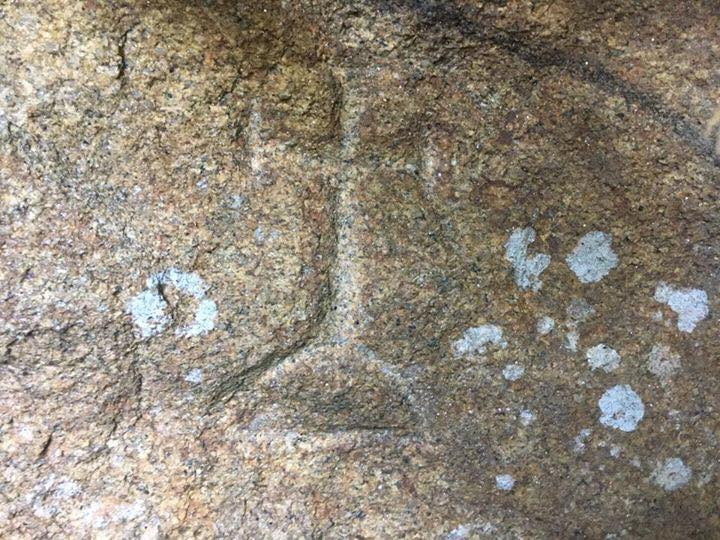
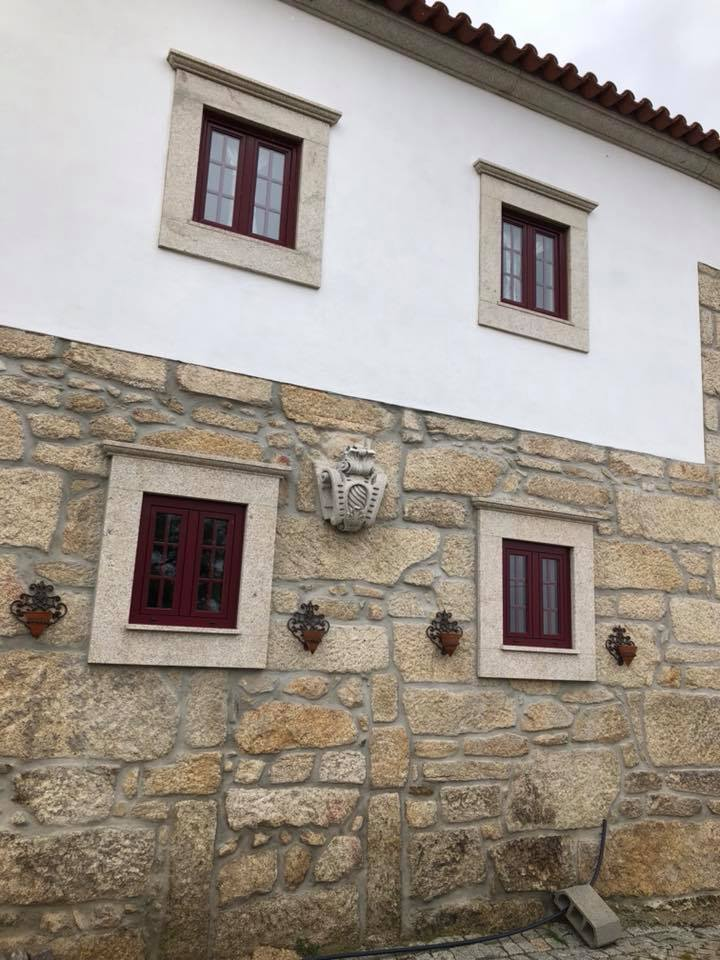
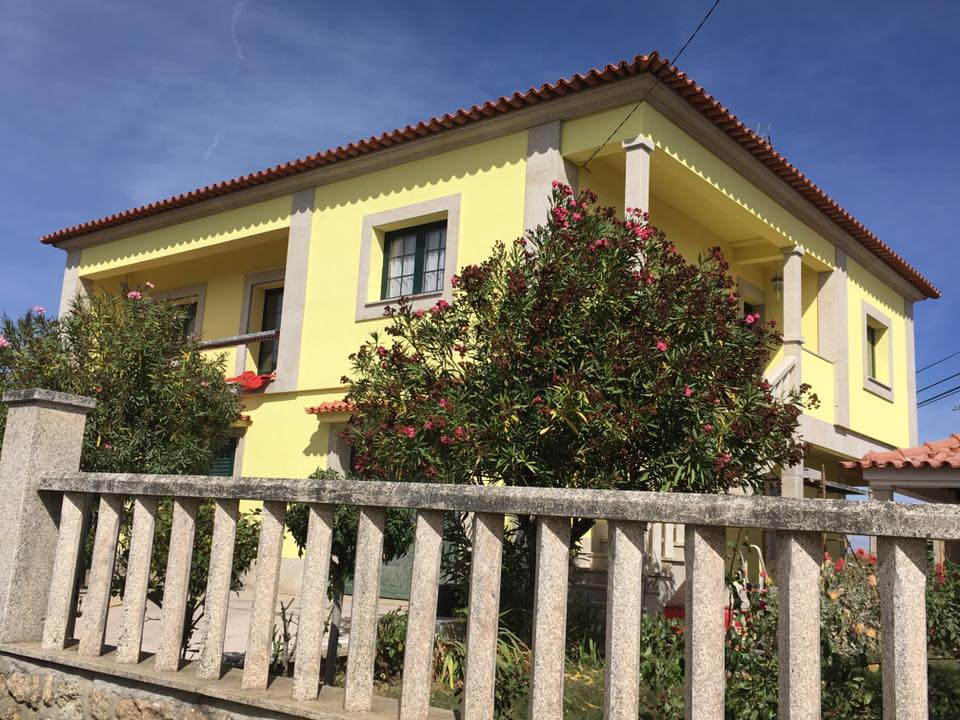
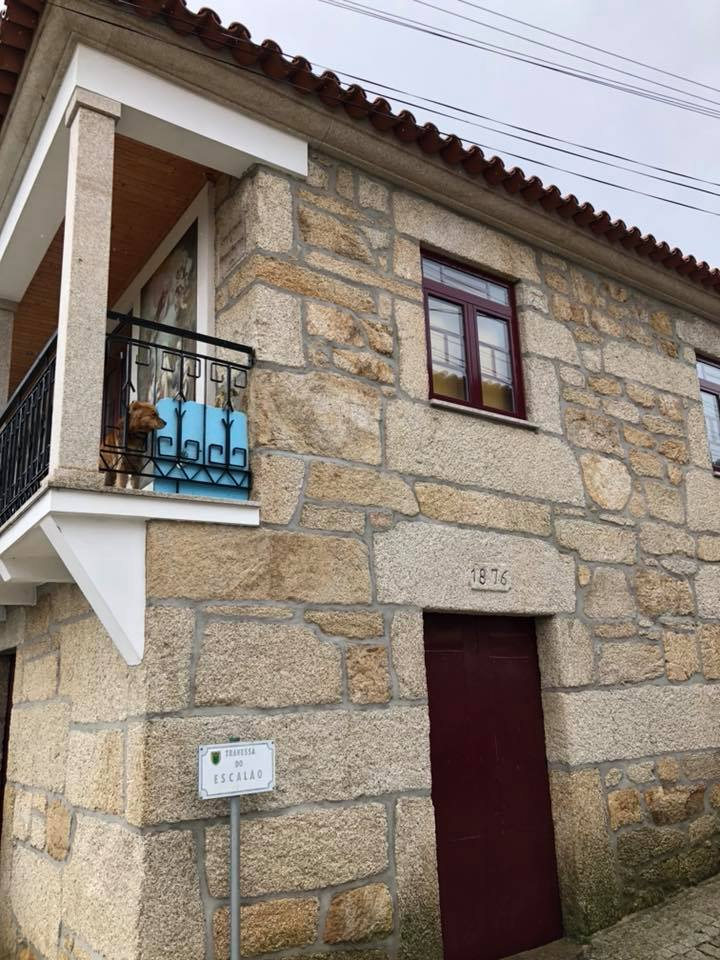
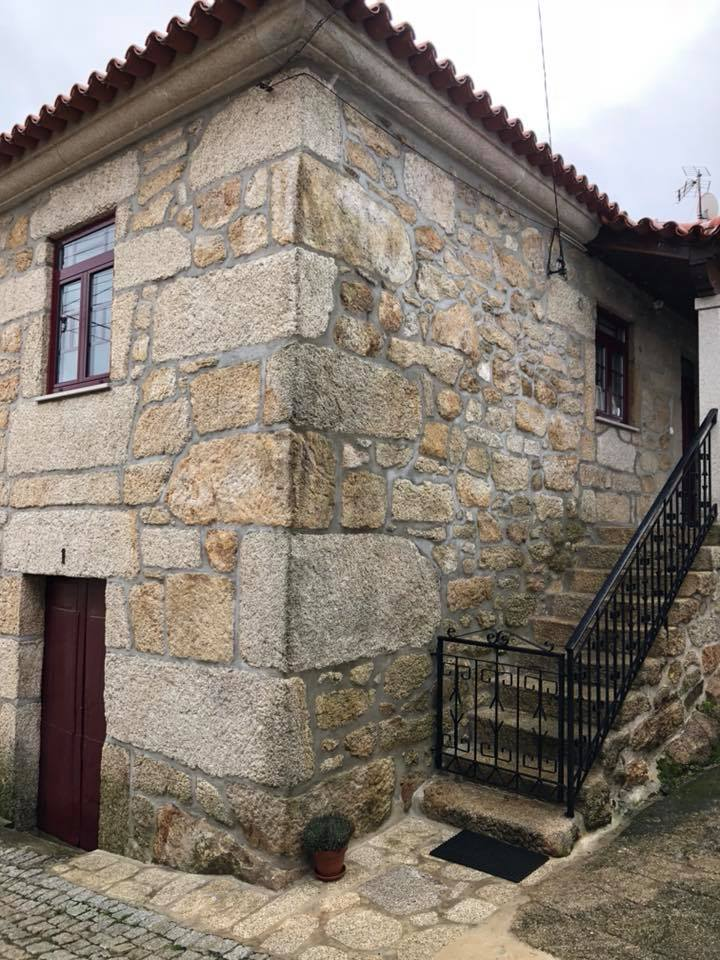
Casa de Maria e Manuel